# Fichenaffäre (Frankreich)

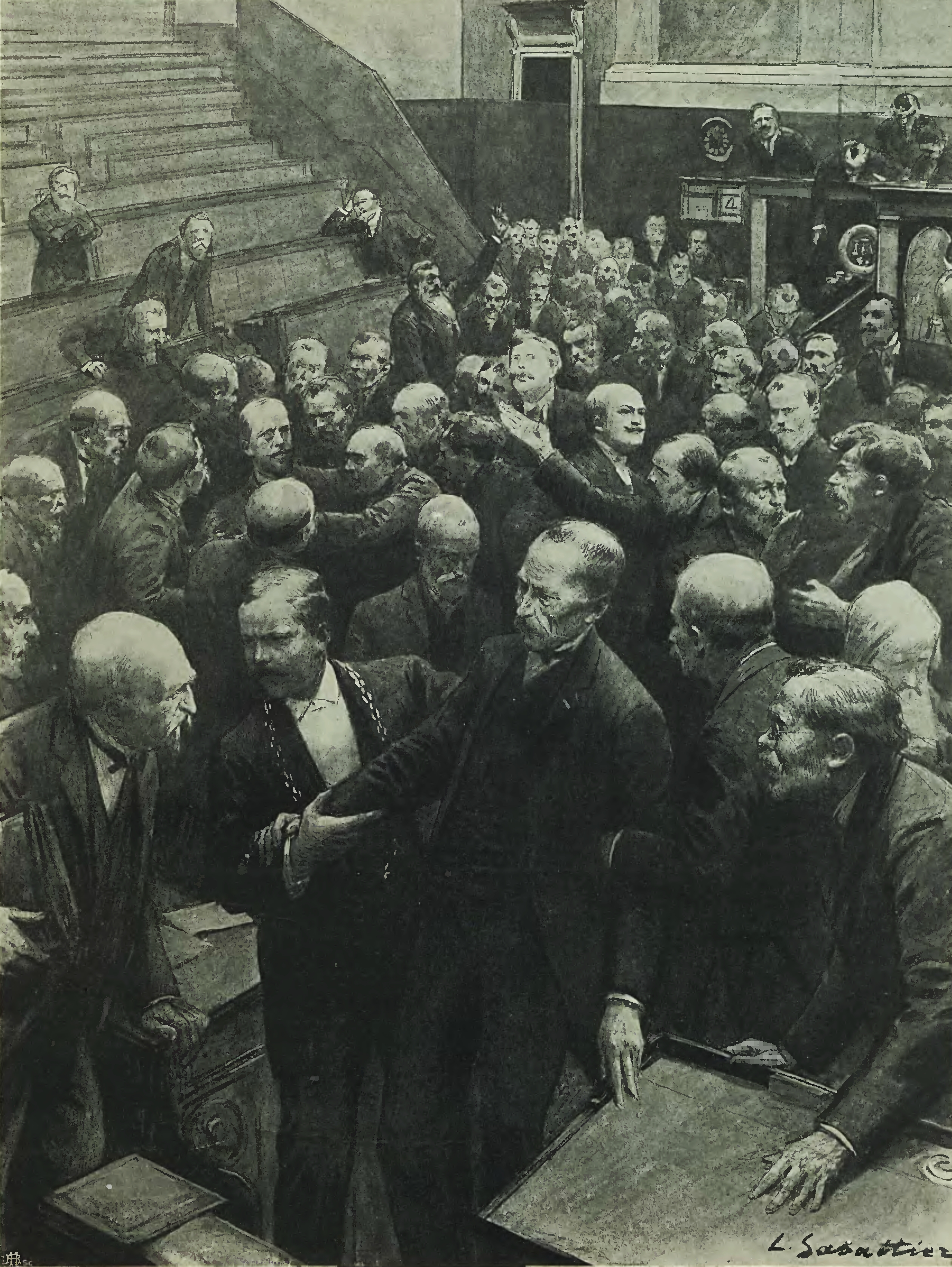
General André wird aus der Abgeordnetenkammer geleitet, nachdem ihn Syveton geschlagen hat.

Die Fichenaffäre (Karteikartenaffäre), manchmal auch l’affaire des casseroles (Affäre der Kochtöpfe) genannt, war ein politischer Skandal, der 1904 in Frankreich während der Dritten Republik ausbrach. Sie betraf eine auf Initiative des Kriegsministers General Louis André in der französischen Armee durchgeführte politische und religiöse Karteikartenaktion, die vor dem Hintergrund der Aufarbeitung der Dreyfus-Affäre und der von der Linken gegen das Offizierskorps erhobenen Vorwürfe des Antirepublikanismus stattfand.

## Kurzfassung
Zwischen 1900 und 1904 erstellten die Präfekturverwaltung, die Freimaurerlogen des Grand Orient de France und andere Geheimdienstnetzwerke Karteikarten über Offiziere, die an das Kabinett von General André weitergeleitet wurden, um über Beförderungen und Auszeichnungen zu entscheiden. Diese geheimen Dokumente wurden von André den offiziellen Beurteilungen der militärischen Führung vorgezogen. Sie ermöglichten es ihm, ein System einzurichten, das die Beförderung republikanischer, freimaurerischer oder freidenkerischer Offiziere begünstigte, während die Karriere nationalistischer und katholischer Militärs behindert wurde.
Am 28. Oktober 1904 stellte der Abgeordnete Jean Guyot de Villeneuve in der Abgeordnetenkammer die Regierung zur Rede und enthüllte das von General André und dem Grand Orient eingeführte Karteikartensystem. Zur Untermauerung seiner Anschuldigungen legte er Karteikarten vor, die ihm von Jean-Baptiste Bidegain, dem stellvertretenden Generalsekretär des Grand Orient, übergeben worden waren. Der Minister bestritt, von diesen Machenschaften gewusst zu haben, aber während der Sitzung am 4. November legte Guyot de Villeneuve ein Dokument vor, das André direkt belastete. Der nationalistische Abgeordnete Gabriel Syveton ohrfeigte den Kriegsminister und löste damit ein Handgemenge im Plenarsaal aus.
Der Skandal war groß; mehrere Monate lang gab es immer neue Wendungen und Enthüllungen, während die Presse regelmäßig die fraglichen Karteikarten veröffentlichte. Trotz der Unterstützung von Jean Jaurès und dem Linksblock stürzte die Regierung Émile Combes im Januar 1905, da sie von der Affäre mitgerissen wurde. Das an seine Stelle getretene Kabinett Rouvier verurteilte die Fichierung formell, verhängte symbolische Strafen und verfolgte eine Beschwichtigungspolitik. Dennoch wurde die Karteikartenaktion nach 1905 weitergeführt, allerdings nicht mehr auf der Grundlage des Grand Orient, sondern auf der Grundlage von Informationen der Präfekturen und unterstützt durch politischen Druck. 1913 setzte Kriegsminister Alexandre Millerand dem System endgültig ein Ende.
Das System der politischen Fiches führte nicht nur zu einer gewissen moralischen Krise in den Kreisen der Dreyfusards, die sich über die Priorität zwischen der Verteidigung der Republik und dem Schutz der Gewissensfreiheit uneins waren, sondern scheint auch die militärische Führung durch die mehr als ein Jahrzehnt währende Diskriminierung bei der Beförderung von Offizieren geschwächt zu haben. Dies hatte schwer abzuschätzende Folgen für die ersten Monate des Ersten Weltkriegs.

## Hintergrund

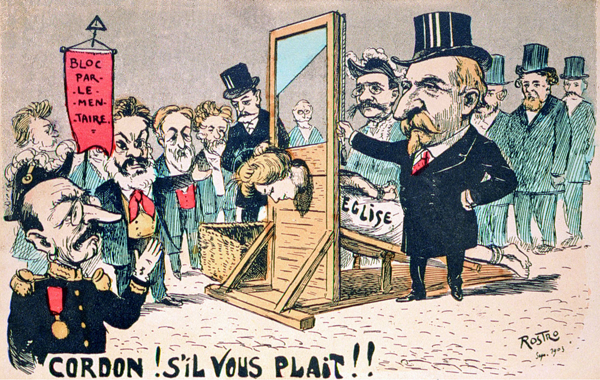
Die Trennung von Kirche und Staat, satirische Postkarte, die die Enthauptung der katholischen Kirche durch Émile Combes darstellt.

Seit Beginn der 3. Republik befand sich die Armee in einem Spannungsfeld – viele Offiziere waren noch monarchistisch eingestellt, andere schlossen sich der Republik an – und wurde von allen Seiten der Politik misstrauisch beobachtet. Insbesondere während der Krise des 16. Mai 1877, nach dem Beginn der Dreyfus-Affäre und während der Boulanger-Krise war dies der Fall. Die nationalistische Agitation des Jahres 1899, die mit der Dreyfus-Affäre zusammenfiel, überzeugte die Linke, dass die Republik in Gefahr war: Der Versuch des Dichters Paul Déroulède, der auf die antirepublikanische Stimmung in der Armee setzte und erfolglos versuchte, die Truppen von General Roget während der Beerdigung von Félix Faure am 23. Februar 1899 in den Élysée-Palast zu bringen, ließ das Schlimmste befürchten. Die Regierung der republikanischen Verteidigung unter Pierre Waldeck-Rousseau und später das Kabinett Combes versuchten daher, das Regime durch Säuberungen der als antidreyfusardisch geltenden Institutionen, insbesondere der Armee, zu sichern.
Parallel zu den Auswirkungen der Dreyfus-Affäre setzte das Kabinett Combes, das sich auf die Freimaurerei und die Radikale Partei stützte, die Ausweisung der Kongregationen aus dem französischen Staatsgebiet durch und bereitete das Gesetz über die Trennung von Kirche und Staat vor, das den Höhepunkt der antiklerikalen Maßnahmen zu Beginn des 20. Jahrhunderts darstellte. Dieses Trennungsgesetz stand in engem Zusammenhang mit der Fichenaffäre: Die religiösen Überzeugungen katholischer Offiziere wurden als Beweis für eine feindliche Haltung gegenüber der Republik gewertet. Präsident Émile Loubet widersprach Combes in Bezug auf die Zweckmäßigkeit dieses Gesetzes. Schließlich deckt Guyot de Villeneuve den Fichenskandal auf, um die Trennung zu verhindern.
Dossiers über das Militär waren in der 3. Republik bereits vorher angelegt worden. Die nach Léon Gambetta benannten „Gambetta-Papiere“ enthielten Daten über Offiziere, die aus freimaurerischen Quellen stammten. Aufgrund dieser Papiere wurden schon früh katholische Offiziere aus dem Militärdienst entfernt; was Präsident Mac Mahon zum Rücktritt veranlasste. Neun Jahre später, während der Boulanger-Krise, schlug Edmond Lepelletier, Altmeister der Loge Les Droits de l’Homme, die Einrichtung von Komitees vor, die direkt von den Logen und der Société des droits de l’homme et du citoyen unterstützt werden sollten und deren Aufgabe darin bestünde, „verräterische Beamte und die Anwerbungs-, Bestechungs- und Einschüchterungsmanöver der Monarchisten, der Kleriker und ihrer neuen Verbündeten, der Boulangisten, anzuprangern“.

## Praxis des Karteikartensystems

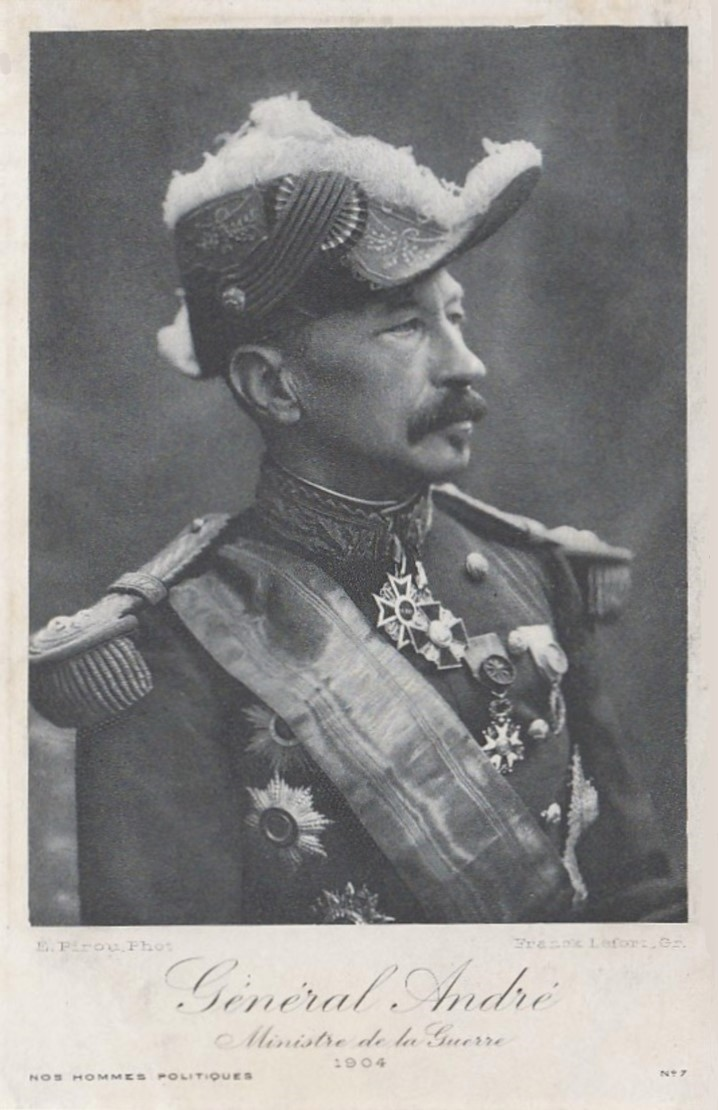
General André – Foto Eugène Pirou
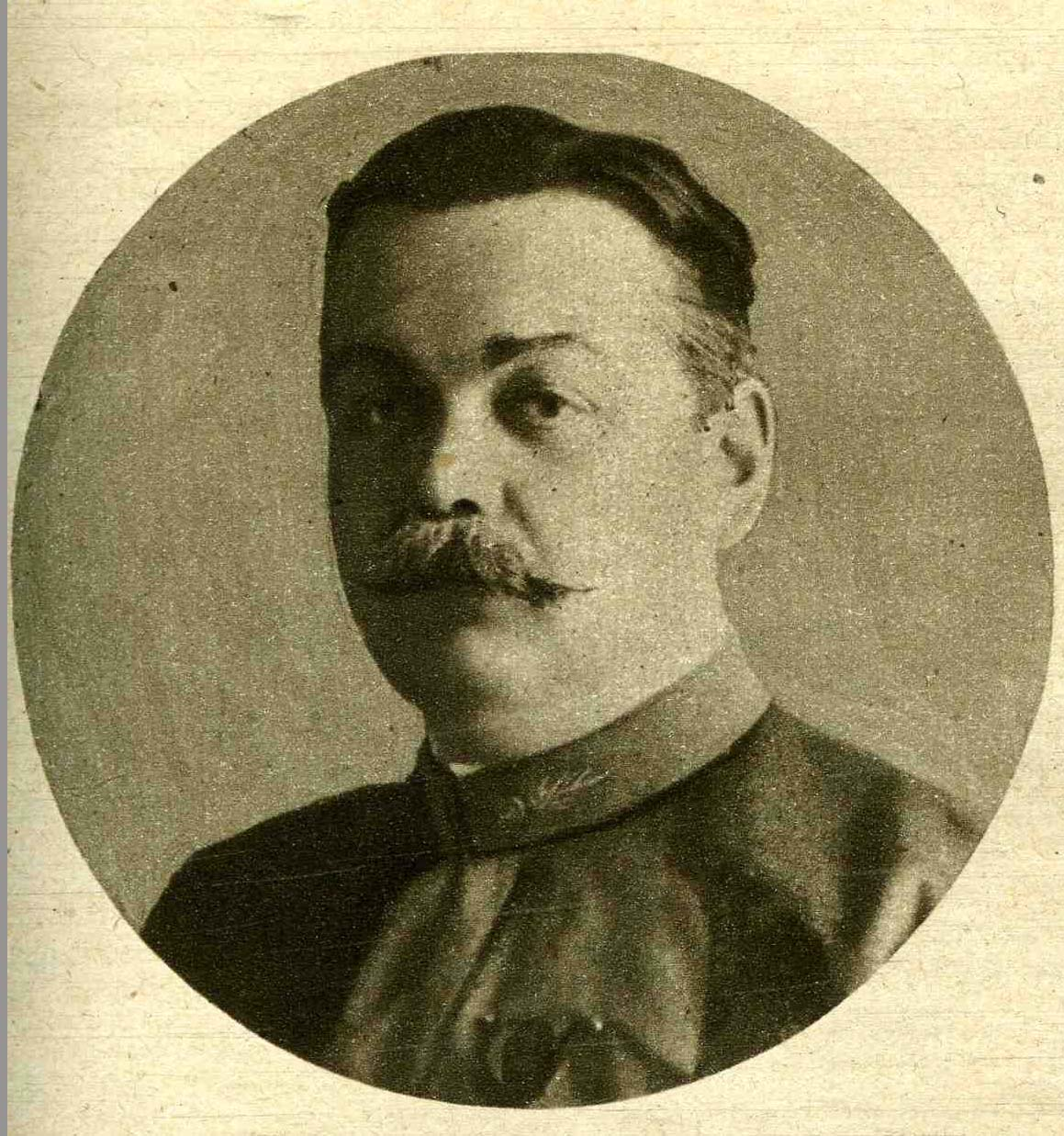
Charles Humbert
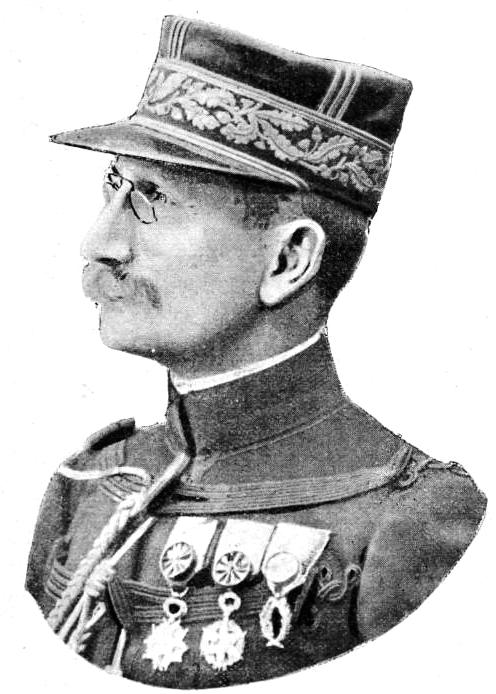
Alexandre Percin
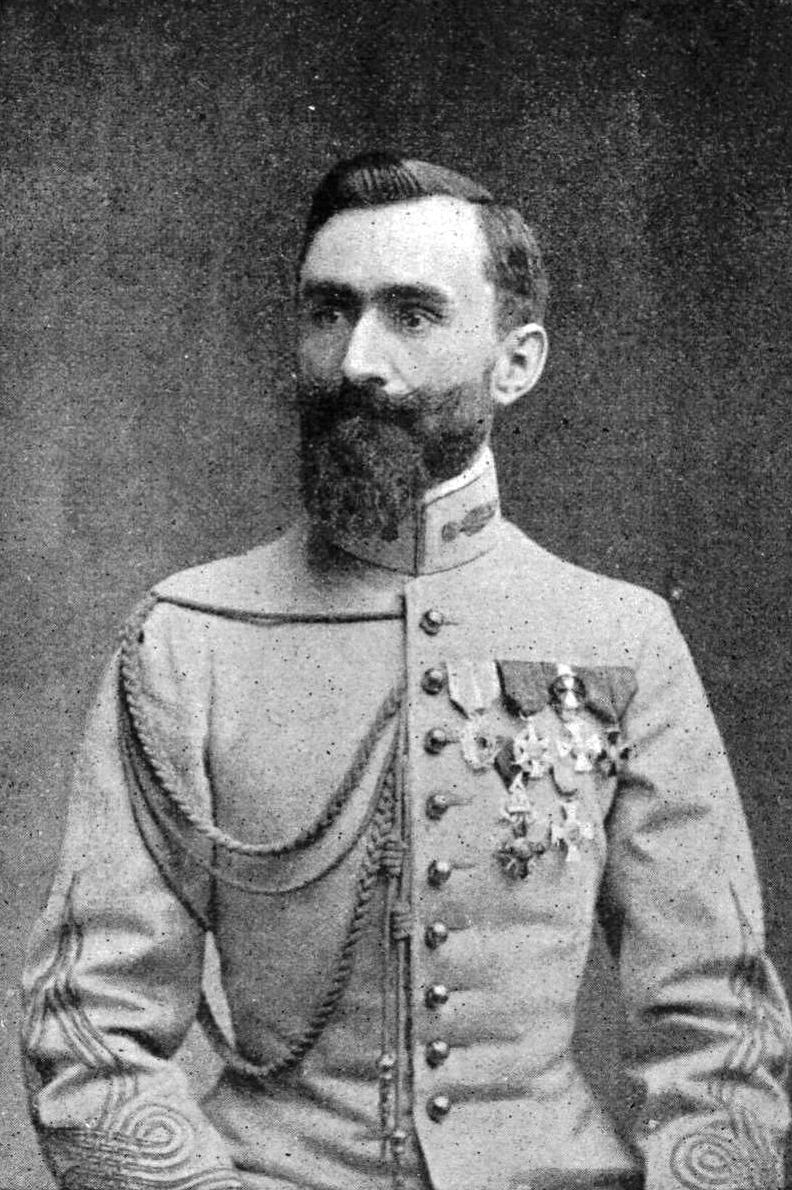
Henri Mollin
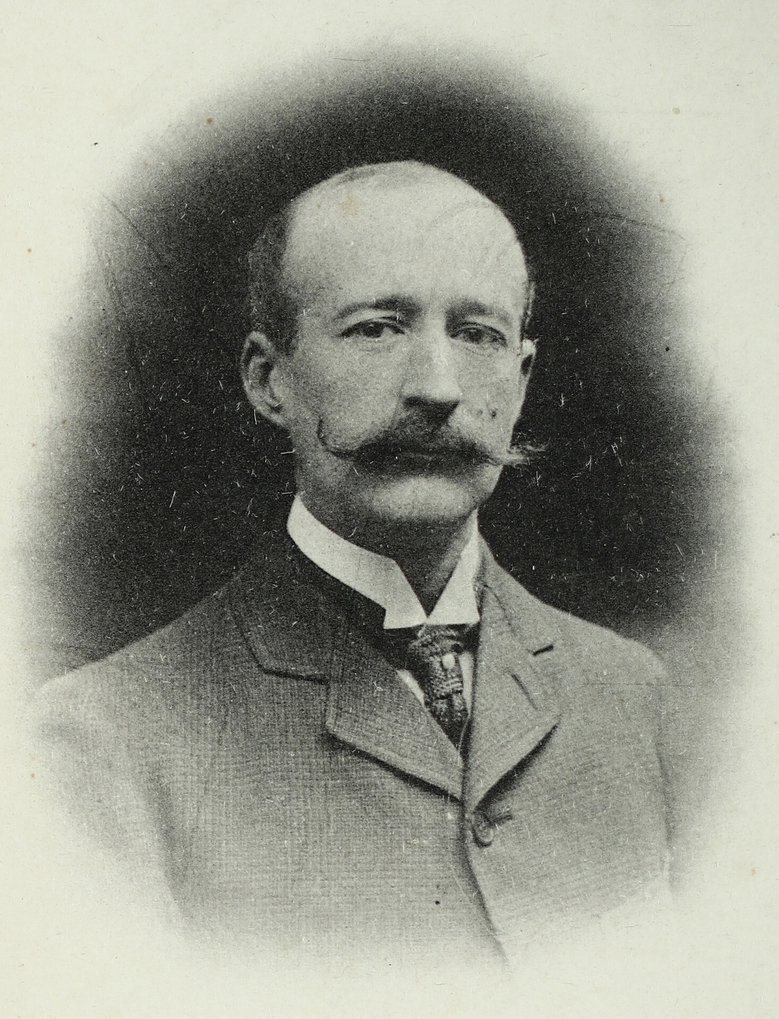
Jean Guyot de Villeneuve
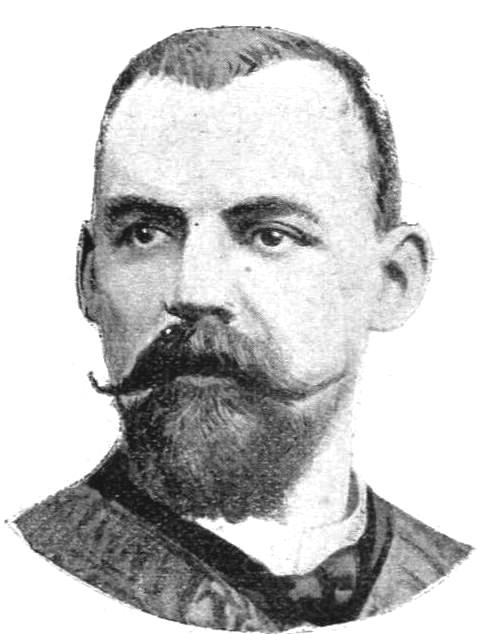
Narcisse Amedee Vadecard

### Berufung General Andrés zum Kriegsminister und seine Verbindungen zum Grand Orient

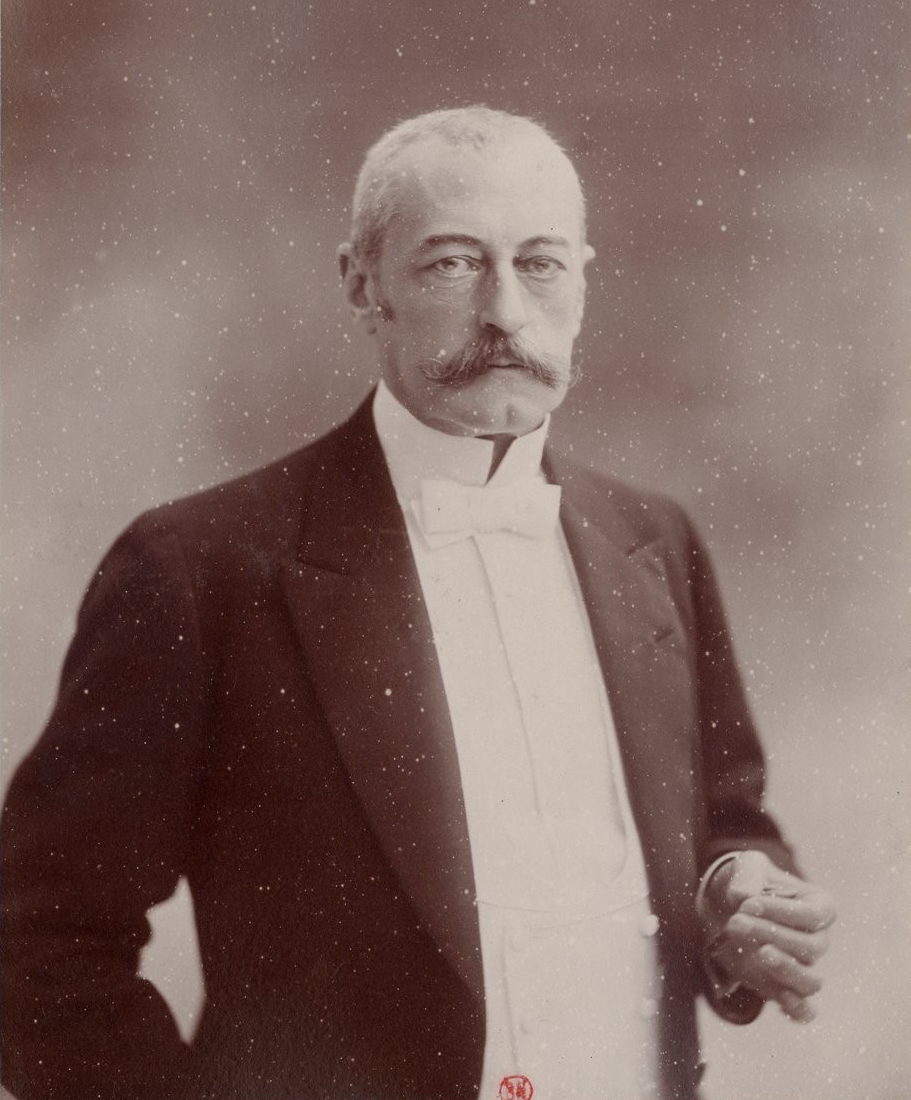
Pierre Waldeck-Rousseau – Foto Nadar

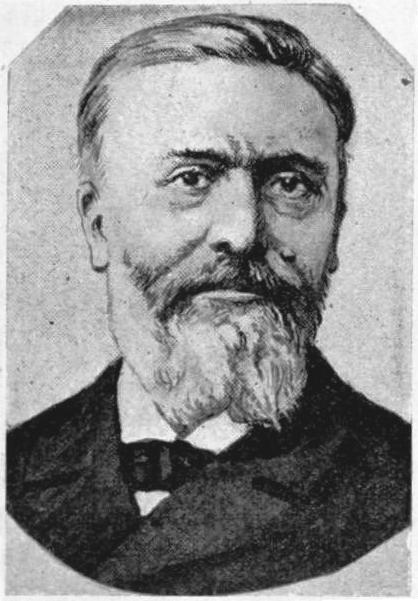
Frederic Desmons

Kriegsminister de Galliffet hatte bereits im Januar 1900 Kommissionen eingerichtet, die die Beförderungen beim Kriegsministerium zu Lasten der bei der Armeeführung angesiedelten „Waffenkommissionen“ koordinierten. Nach dem Rücktritt General Galliffets im Mai 1900 berief Waldeck-Rousseau mit General André einen überzeugten Republikaner an die Spitze des Kriegsministeriums, der die Säuberung der Armee fortsetzen sollte (allerdings war André im Gegensatz zum Großteil der Regierung kein Freimaurer). 1901 schaffte André die Waffenkommissionen endgültig ab, um dem Ministerium freie Hand zu lassen – eine Entscheidung, die in der Armeeführung große Widerstände hervorrief.
General André und sein Kabinett waren entschlossen, republikanische Offiziere auf Kosten von Nationalisten und Monarchisten zu befördern. Sie waren davon überzeugt, dass die militärische Führung von Reaktionären unterwandert war und misstrauten daher grundsätzlich der hierarchischen Ordnung. Nachdem er sich an die Präfekten gewandt hatte, hielt André deren Informationen für unzureichend und ihre Einschätzungen für zu stark von den örtlichen Umständen beeinflusst. Auf Drängen seines Kabinettschefs, General Alexandre Percin, wandte sich General André an den Grand Orient de France, um Informationen über die politischen Ansichten der Offiziere zu erhalten.
Nach dem Triumph des Linksblocks bei den Parlamentswahlen 1902 wurde General André erneut in das Kabinett von Émile Combes berufen. Am 20. Juni 1902 fasste Combes in einem Rundschreiben an die Präfekten die Maßnahmen zusammen, die er im öffentlichen Dienst ergreifen wollte:

« Ihre Pflicht gebietet es Ihnen, die Ihnen zur Verfügung stehenden Vergünstigungen nur denjenigen Ihrer Verwaltungsangestellten vorzubehalten, die unmissverständliche Beweise ihrer Treue zu den republikanischen Institutionen erbracht haben. Ich habe mit meinen Kabinettskollegen vereinbart, dass keine Ernennung oder Beförderung eines Beamten aus Ihrem Departement erfolgen darf, ohne dass Sie vorher konsultiert wurden. »

André traf sich um die Jahreswende 1900/1901 mit Senator Frédéric Desmons, dem Vorsitzenden des Ordensrats des Grand Orient de France, der einflussreichsten Freimaurerorganisation des Landes. Dieses Treffen löste bei Desmons Begeisterung aus: Er wollte die „klerikale Reaktion“ bekämpfen und sprach sich dafür aus, dass die Logen in den Provinzen Informationen über Offiziere sammelten und diese an das Kabinett des Kriegsministers weiterleiteten. Die Logen, die in vielen Garnisonsstädten vertreten waren, konnten in der Tat als minutiöser Nachrichtendienst fungieren. Die Kontaktstellen wurden vom Generalsekretär des Grand Orient, Narcisse-Amédée Vadecard und von Hauptmann Henri Mollin, dem Ordonnanzoffizier Andrés, geleitet. Mollin war innerhalb des Ministeriums für das Fichensystem verantwortlich. Bemühungen von Offizieren wie Hauptmann Charles Humbert, das System einzuschränken (Humbert nahm deswegen sogar Verbindung zum neuen Vorsitzenden des Ordensrats des Grand Orient de France, Auguste Delpech auf), wurden von den Leuten um Mollin scharf abgewehrt. Die Auseinandersetzung endete mit der Entlassung Humberts aus dem Kriegskabinett.

### Funktionsweise des Karteikartensystems

#### Grand Orient

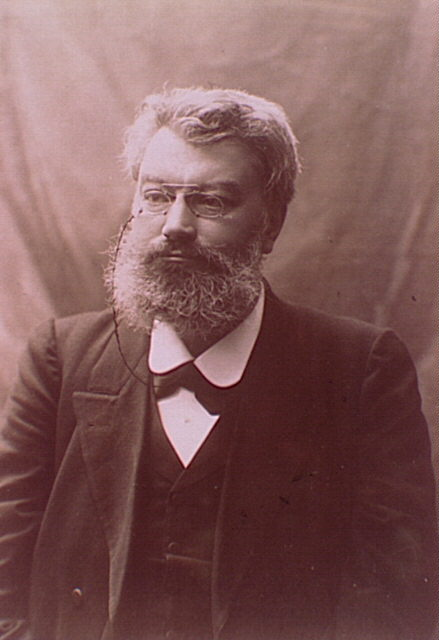
Camille Pelletan

Auf Beschluss des Büros des Ordensrats des Grand Orient de France mussten die ehrwürdigen Meister jeder Loge die Anfragen beantworten, die der Generalsekretär der Obedienz an sie richtete. Diese Anfragen stammten aus Listen, die von Mollins Büro erstellt und an Vadecards Gruppe weitergeleitet wurden. Neben den Ehrwürdigen wurden auch andere Freimaurer, die politische Verantwortung trugen und als sicher galten, direkt kontaktiert.
Nur wenige Logen widersetzten sich, indem sie sich auf Artikel 19 der Konstitution des Grand Orient berufen, in dem es heißt: „(Die Brüder) verbieten sich jede Debatte über die Handlungen der zivilen Autorität und jede freimaurerische Einmischung in die Kämpfe der politischen Parteien“; es scheint, dass die Großmeister von Périgueux, Rochefort und Saint-Jean-de-Luz ihre Unterstützung verweigert haben.
Die an die Ministerien weitergeleiteten Karteikarten erfassten die politischen Ansichten und mutmaßlichen Fähigkeiten tausender Offiziere. Auch die religiösen und philosophischen Überzeugungen ihrer Familien wurden erwähnt. Während einige Karteikarten eine angebliche politische Gleichgültigkeit oder Schwierigkeiten, sich zu äußern, erwähnen, tragen viele belastende Angaben wie beispielsweise:
- Geht zur Messe;
- Lässt seine Kinder bei den Brüdern aufwachsen;[7]
- Reaktionär und überzeugter Katholik;[22]
- Hat sich vor vier Jahren lächerlich gemacht, als er beim Vorbeiziehen einer Prozession auf die Knie fiel;[9]
- Wenn man einen solchen Namen trägt, kann man nicht republikanisch sein;[9]
- Intimer Freund des Bischofs;
- Hat vor drei Jahren zugestimmt, einen titulierten Leutnant in einem Duell mit dem Herausgeber einer republikanischen Zeitung zu vertreten;
- Hat bei der Schließung des Klosters in Castres einen Kapuziner an seinem Tisch aufgenommen;[23]

oder entlastende wie:
- Der Regierung verpflichtet.[7]

Im Kriegsministerium dienten diese Karteikarten dazu, die Offiziere in zwei Dossiers einzuteilen: Katholische und nationalistische Offiziere, die in der Regel von Beförderungen ausgeschlossen werden sollten, kamen in die Akte Carthago (die Bezeichnung erinnerte an das Wort Ceterum censeo Carthaginem esse delendam von Cato dem Älteren), republikanische und freidenkerische Offiziere, deren Karriere das Kabinett André beschleunigen wollte, fanden ihren Platz in der Akte Corinth (in Anlehnung an Non licet omnibus adire Corinthum: „Es ist nicht jedermanns Sache, nach Korinth zu gehen“). Diese Akten wurden bei der Ankunft von General André im Ministerium angelegt und enthielten zunächst nur die Offiziere, die der Minister im Laufe seiner Karriere kennengelernt oder von denen er gehört hatte – kaum mehr als 800 Karteikarten.
Der Historiker Serge Berstein zählte 18.818 Karteikarten, die zwischen dem 1. September 1901 und dem 30. Oktober 1903 mit Hilfe des Grand Orient erstellt wurden. Die Zahl ist allerdings in der Forschung umstritten. Diese Zahl ist niedriger als die Gesamtzahl der Karteikarten, die während der Lebensdauer des Systems, die Ende 1900 begann und mit der Aufdeckung des Skandals Ende 1904 endete, erstellt wurden. Zum Zeitpunkt der Erstellung der Karteikarten gab es etwa 27.000 aktive französische Offiziere.
Der Historiker Guy Thuillier gibt wieder, was General Dubois, Chef des maison militaire du président de la République Émile Loubet, schrieb, als er über die Auswirkungen des Karteikartensystems auf die Beförderung berichtete:

« Noch nie war die parlamentarische oder freimaurerische Intrige so weit verbreitet und so heimtückisch; noch nie war die Denunziation im Kabinett der Rue Saint-Dominique so ehrenvoll; auf die Beobachtung oder Denunziation eines Bruders, auf die Empfehlung eines Ehrwürdigen hin wird ein Offizier aus der Beförderungstabelle gestrichen oder in sie aufgenommen. Die Intrigen werden so weit getrieben, dass selbst alte Freimaurer aus den östlichen Gebieten, wie mir in den letzten Tagen berichtet wurde, angewidert sind, wenn junge Offiziere in die Logen eintreten, nur um ihren Ehrgeiz zu befriedigen. Welch ein Sauerteig des Hasses und der Zwietracht wird dieses unheilvolle Trio in der Armee und in der Marine hinterlassen haben: Combes, André, Pelletan! »

#### Präfekten
Außer dem Grand Orient waren auch die Präfekten Teil der Informationskette. Theoretisch waren die Präfekten die Hauptquelle für Informationen der Regierung über Offiziere; in der Praxis hatten die Informationen des Grand Orient mehr Gewicht bei den Entscheidungen des Kriegsministeriums. Bei Beförderungen, Versetzungen oder militärischen Auszeichnungen übermittelte der Kriegsminister den Präfekten – direkt oder über die Dienststellen des Innenministeriums – die Namen der in Frage kommenden Offiziere; die Untersuchung umfasste die „Haltung und die politischen Gefühle dieser Kandidaten“ sowie die von ihren Kindern besuchten Schulen. Die Präfekten informierten sich auch über die Ansichten der Familie der Offiziere, über ihren Respekt gegenüber der zivilen Autorität und über den Grad ihrer Kooperation bei Einsätzen zur Aufrechterhaltung der öffentlichen Ordnung. Diese Untersuchungen endeten mit einer persönlichen Stellungnahme des Präfekten, in der er sich dazu äußerte, wie mit den Vorschlägen zu verfahren sei. Die Ermittlungen wurden von der Polizei, den mit der Spionageabwehr beauftragten Sonderkommissaren und der städtischen Polizei durchgeführt, die die wichtigsten Informanten der Präfekturverwaltung waren. Die Qualität und die Genauigkeit der Meldungen schwankte aber, abhängig von der politischen Ausrichtung der Präfekten, stark. Der Historiker Xavier Boniface merkt außerdem an, dass der Ton der Präfekturkarten gemäßigter und weniger militant ist als der der Karten des Grand Orient.

#### Weitere Informanten

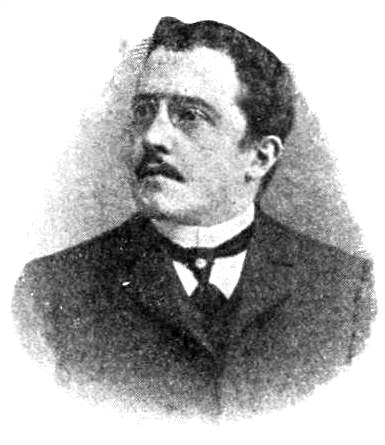
Jean Bidegain

Neben dem Grand Orient und den Präfekten nutzte das Ministerium auch Informationen, die über die Solidarité des Armées de terre et de mer gesammelt wurden, einer 1902 gegründeten freimaurerischen Organisation. Diese wurde von Nicolas Pasquier geleitet, dem Kommandanten der Pariser Militärgefängnisse einschließlich des Cherche-Midi-Gefängnises. Zusätzlich stellte das Ministerium eigene Ermittlungen an. Ab 1901 begann Hauptmann Lemerle, der bereits Stellvertreter von Hauptmann Mollin für die Beziehungen zum Großen Orient war, ein Denunziationsnetz von Offizieren aufzubauen, die dem Kabinett unterstellt waren: Die von ihm geleitete Moralpolizei der Armee verfügte bald über militärische Agenten in fast allen Truppenkörpern, und zwar so viele, dass diese Agenten sich oft gegenseitig bespitzelten und denunzierten. Guy Thuillier ist der Ansicht, dass diese Praxis der Denunziation unter Offizieren dem Korpsgeist schweren Schaden zufügte und die öffentliche Meinung nach Bekanntwerden der Affäre am meisten empörte.

### System in der Marine
Obwohl die Marine nicht direkt in die Fichenaffäre verwickelt war, bemühte sich auch ihre Führung um eine Republikanisierung des Offizierskorps. Dieses, das seine Autonomie gegenüber dem herrschenden politischen Personal pflegte, schien noch Ende des 19. Jahrhunderts eine Gefahr für das Regime darzustellen.
Tatsächlich bemühten sich die aufeinander folgenden Marineminister Édouard Lockroy (1896, 1898–1899), Jean-Marie de Lanessan (1899–1902) und Camille Pelletan (1902–1905), die Marine der Republik anzunähern. Diese Bemühungen erreichten ihren Höhepunkt unter Pelletan, der mit General André im Kabinett Combes zusammenarbeitete. Die neuen Schlachtschiffe, die die Werften verließen, trugen die Namen der Revolution: Liberté, Danton, Démocratie oder Patrie. Die Zeit der Radikalen Republik war auch durch eine Säkularisierung der Marine gekennzeichnet: 1901 wurden die täglichen Gebete, der Religionsunterricht und die obligatorischen Messen, 1903 die Segnung der Schiffe und 1904 die Tradition des Maigre am Karfreitag abgeschafft. Schließlich wurde 1907 das Korps der Seelsorger der Flotte aufgelöst. Pelletans Reformen stießen bei der Marineführung, aber auch bei republikanischen Politikern, die ihm Exzesse vorwarfen, häufig auf Ablehnung: So bezeichnete ihn Paul Doumer als „nationale Gefahr“.
Allerdings ging die Marine auch unter Pelletan nicht so weit, eine vollständige Offizierskartei zu führen. Der dazu befragte Minister antwortete, „er habe keine Angst, dass ein Admiral ..., so monarchistisch er auch sein mag, ein Geschwader nach Paris bringt“.

## Aufdeckung

### Humbert und Percin
Nachdem Charles Humbert zunächst aus dem Kabinett und später aus der Armee entfernt wurde, nahm er Kontakt zu Waldeck-Rousseau auf, der sich zwar aus der Politik zurückgezogen hatte, aber immer noch eine wichtige moralische Autorität darstellte. Dabei unterstützte ihn General Percin, der Waldeck-Rousseau am 20. September 1902 über das System informierte (ohne seine eigene Beteiligung zu erwähnen) und bot seinen Rücktritt an. Waldeck-Rousseau lehnte ab, schrieb aber an Regierungschef Combes:

« Combes getroffen. Ich habe ihm von der vorhergehenden Unterredung berichtet. Meiner Meinung nach ist das im Kriegsministerium angewandte Verfahren unzulässig und wird, wenn es bekannt wird, berechtigten Ärger hervorrufen. Combes stimmt zu. ... Das alles muss aufhören. »

Das System wurde nun in Führungskreisen allgemein bekannt; General Dubois vermerkte am 20. Januar 1903 in seinem Tagebuch, dass alle im Umfeld des Staatspräsidenten Loubet wüssten, was sich im Kriegsministerium abspiele.

### Weitere Enthüllungen

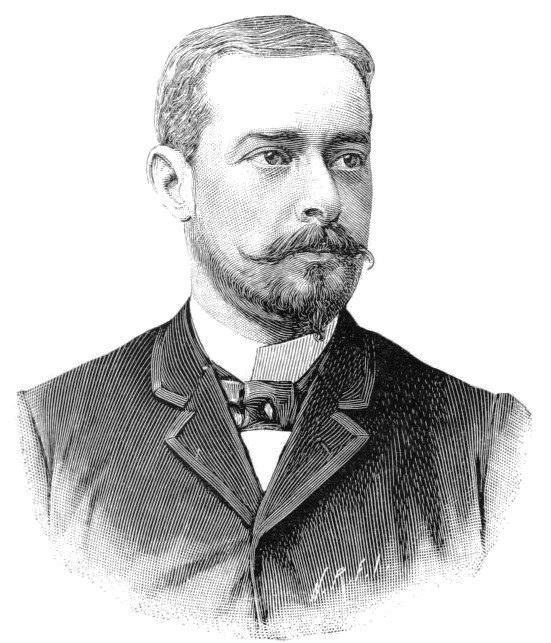
Laurent Prache

Mitte 1904 nahm der Abgeordnete Laurent Prache, ein Mitglied der oppositionellen Union libérale républicaine, den Fall eines auf Druck einer regionalen Freimaurerloge versetzten Hauptmanns zum Anlass, die Regierung zur Rede zu stellen. Er nannte den Grand Orient „eine okkulte Agentur zur Überwachung von Beamten“. Bei der Abstimmung über diesen Vorgang konnte die Regierung Combes allerdings 339 gegen 202 Stimmen auf sich vereinen, was über die Regierungskoalition hinausging.
Im August wechselte Bidégain, der Stellvertreter Mollins, die Seiten – er hatte, wie er sagte, zum Glauben zurückgefunden – und verkaufte einige kopierte Karteikarten an Personen, die Villeneuve nahestanden. Im September 1904 wurde die Kampagne gegen die Kartei wieder aufgenommen, diesmal in einer Reihe von Artikeln in der Zeitung Le Matin, die für ihre regierungsfreundlichen Positionen bekannt war. Die „Denunziation in der Armee“ wurde angeprangert, Percin und Maurice Sarrail – ein Freimaurer und ehemaliger Mitarbeiter von General André – wurden scharf angegriffen, und der Journalist Stéphane Lauzanne attackierte den Kriegsminister energisch:

« Es ist nicht möglich, dass Sie neben sich, unter sich, außerhalb von sich diese Arbeit der Spitzel und Denunzianten verrichten lassen, die vielleicht die Arbeit der Polizei ist, aber nicht die der französischen Armee sein kann. ... Es gibt keinen Republikanismus, der einen Verstoß gegen die Ehre entschuldigen könnte, und es gibt keine Freimaurerei, die eine Beschattungsagentur decken könnte. Die Republik braucht nicht, um zu leben, dass diebische Offiziere ihr dienen, und die Freimaurerei braucht nicht, um der Republik weiterhin Dienste zu leisten, dass sie in ein Denunziationsbüro umgewandelt wird. All das muss ein Ende haben. »

Diese Enthüllungen in Le Matin führten zu einem weiteren Antrag in der Abgeordnetenkammer, diesmal von Oberstleutnant Rousset. Ein dritter Antrag erfolgte, nachdem General Peloux öffentlich erklärt hatte, es sei eine Pflicht, reaktionäre Offiziere zu denunzieren.

### Abgeordnetenkammer

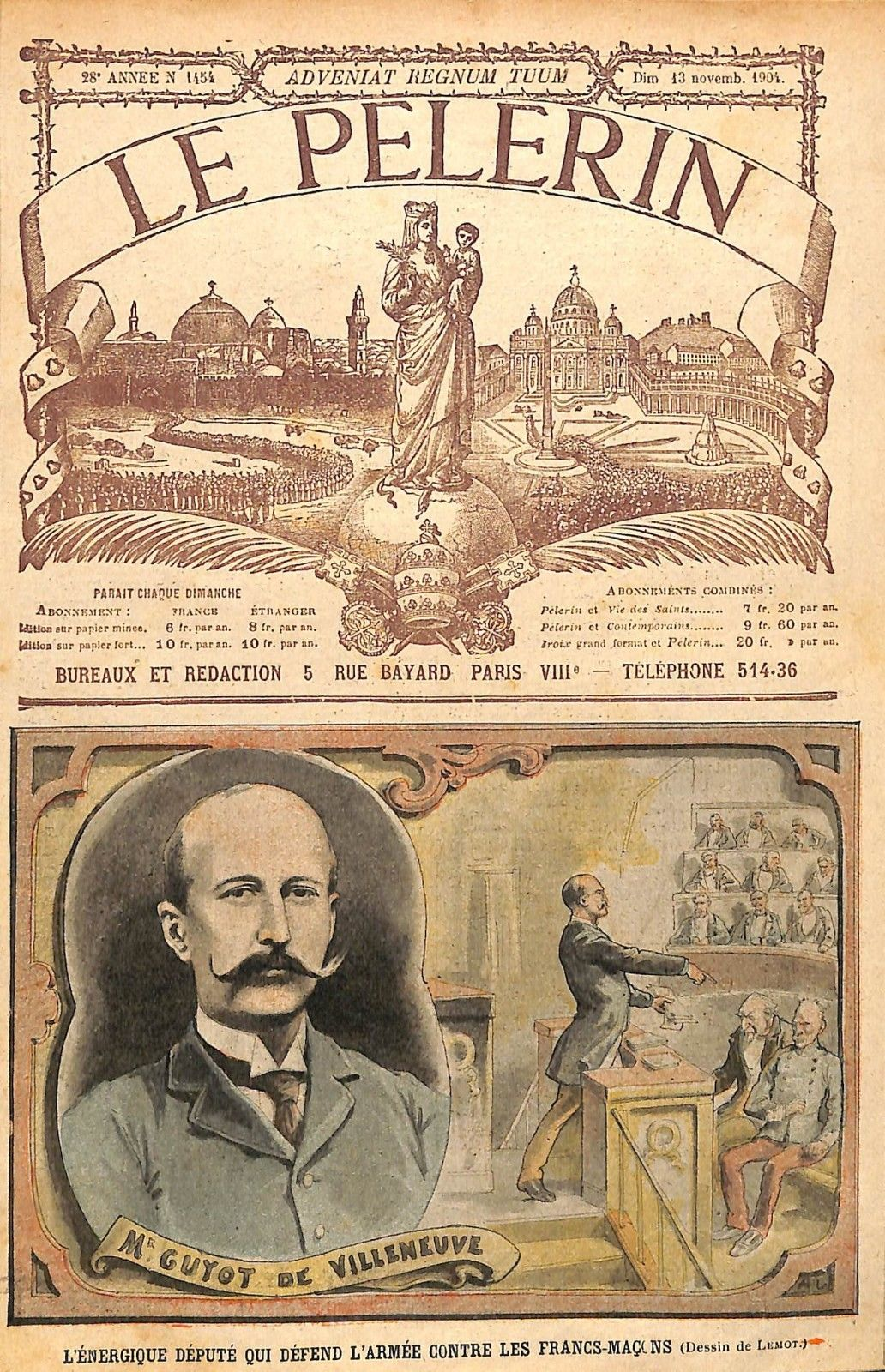
Guyot de Villeneuve in Le Pèlerin.

Mitte September 1904 erhielt der nationalistische Abgeordnete Jean Guyot de Villeneuve von Humbert Dokumente, die dieser bei seiner Entlassung aus dem Kabinett des Kriegsministeriums entwendet hatte. Einige Dokumente, die sich auf die Karteikarten bezogen, trugen eindeutig die Unterschrift von General André. Am 10. Oktober kehrt er in Begleitung seines Freundes Gabriel Syveton, Schatzmeister der Ligue de la patrie française, zurück, um die Akte eingehend zu prüfen. Am 15. Oktober wurde die Akte mit den Karteikarten sorgfältig in einem Tresor der Crédit Lyonnais verwahrt, während Guyot de Villeneuve beschloss, die Enthüllung des Skandals zu beschleunigen. Er befürchtete, dass die parlamentarische Debatte über das Gesetz zur Trennung von Kirche und Staat bald beginnen würde und war entschlossen, das Kabinett Combes an der Erreichung seiner Ziele zu hindern. Aus diesem Grund reichte Guyot de Villeneuve überraschend eine Interpellation ein – gleichzeitig mit Rousset –, die für die Sitzung vom 28. Oktober vorgesehen war. Villeneuves Aktionen wurden der Regierung zwar zugetragen, diese nahm sie aber nicht allzu ernst; lediglich die Akten wurden nun bewacht. General André verkündete:

« Man wird jetzt versuchen, eine Spaltung unter denen herbeizuführen, die an der Spitze der Republik stehen: Wir kennen die Gefahr, wir lassen uns nicht einfangen. Der Kampf wird diese Woche stattfinden, wir werden ihn offen und ehrlich führen, und wenn der Sieg ausbleibt, ist es nicht unsere Schuld! »

Am Morgen des 27. und 28. Oktober 1904 veröffentlichte Le Figaro ausführliche Artikel über den Fichenskandal, in denen unter anderem die Existenz der Dossiers Carthage und Corinthe enthüllt und Hauptmann Mollin beschuldigt wurde. Am 28. Oktober brachte auch Le Matin den Fichenskandal auf der Titelseite. Am selben Tag konfrontierte Jean Guyot de Villeneuve die Regierung in der Kammer und enthüllt die ständigen Beziehungen zwischen dem Grand Orient und dem Kabinett des Kriegsministers. Auf der Tribüne verlas er fast drei Stunden lang methodisch Briefe und Karteikarten, aus denen hervorging, dass General André sich bei der Entscheidung über die Beförderung von Offizieren auf Informationen aus der Freimaurerei stützte. Am Ende seiner Rede beschuldigte er den Grand Orient, in Wirklichkeit die Instanz zu sein, die das Personal der französischen Armee leite. Der Kriegsminister bestritt die Anschuldigungen und kündigte eine Untersuchung an, um den Wahrheitsgehalt der seinem Kabinett zur Last gelegten Tatsachen zu prüfen; für den Fall, dass sich diese  als wahr erweisen sollten, kündigte er seinen Rücktritt an. Bei der auf die Interpellation folgenden Abstimmung erhielt die Regierung nur eine Mehrheit von vier Stimmen, was die Bestürzung einiger Abgeordneter der parlamentarischen Mehrheit zeigt.
Am 29. Oktober ließ General André die Karteikarten des Kriegsministeriums vernichten. Die einzigen Karteikarten, die übrig blieben, waren damit die, die Bidegain und Humbert entwendet und Guyot de Villeneuve übergeben hatten. Um den Druck auf die Regierung aufrechtzuerhalten, gab er sie häppchenweise an die nationale Presse – vor allem an Le Figaro, L’Écho de Paris, Le Gaulois und Le Matin – und an die Provinzpresse zur Veröffentlichung weiter.
Ebenfalls am Tag nach der Enthüllung in der Kammer veröffentlichte der Ordensrat des Grand Orient ein Manifest, um auf die Anschuldigungen gegen die Obedienz zu reagieren. Er denunzierte den Verräter Bidegain, der „mit dem Geld der Kongregation bestochen worden sei“ und machte ihn zur Zielscheibe der Rache „aller Freimaurer der Welt“.
Der Grand Orient leugnete die von ihm vorgenommene Registrierung nicht, sondern erklärte in seinem Manifest, er sei stolz darauf:

« Wir möchten im Namen der gesamten Freimaurerei hoch und heilig erklären, dass der Grand Orient de France, indem er dem Kriegsministerium Informationen über die der Republik treuen Diener und über diejenigen, die durch ihre stets feindselige Haltung Anlass zu berechtigter Besorgnis geben können, zur Verfügung gestellt hat, nicht nur ein legitimes Recht ausgeübt, sondern auch die strengste seiner Pflichten erfüllt hat. »

### Die Sitzung vom 4. November 1904

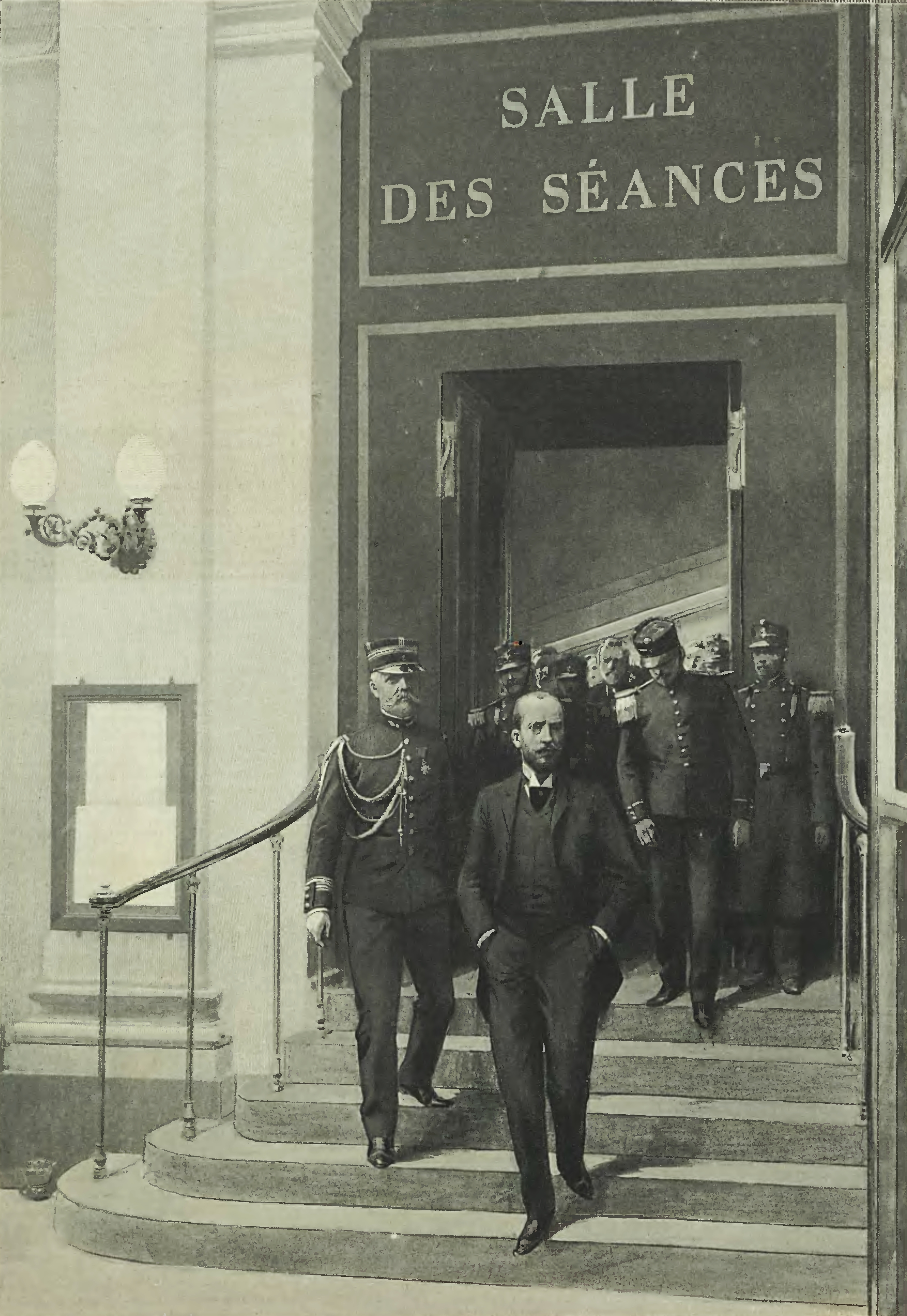
Syveton wird aus der Kammer verwiesen (L’Illustration, 1904)

Die Parlamentssitzung vom 4. November 1904 markierte den Höhepunkt der Fichenaffäre. Guy de Villeneuve attackierte die Regierung, beschuldigte den Kriegsminister der Lüge  und legte Beweise vor, dass auch Combes und Waldeck-Rousseau mit dem Fichensystem vertraut waren. Dennoch scheiterte sein Antrag zur Tagesordnung; die Regierungsmehrheit lag allerdings nur noch bei zwei Stimmen. Während sich Kriegsminister André verteidigte, trat der Abgeordnete Syveton an die Ministerbank und gab ihm zwei kräftige Ohrfeigen. Dies löste einen allgemeinen Tumult aus, in dessen Verlauf es zu Handgreiflichkeiten zwischen den Abgeordneten der Rechten und der Linken kam, während Henri Brisson die Sitzung eilig unterbrach. Der Vorfall rettete die Regierung Combes und schweißte die Regierungsmehrheit wieder etwas zusammen, was sich in der folgenden Abstimmung zur Tagesordnung zeigte: 297 Stimmen für die Regierung, 221 dagegen bei 60 Enthaltungen.

### Unruhen in der Provinz
Die Aufdeckung des Fichenwesens erschütterte das traditionelle Frankreich und heizte die Stimmung gegen die Fichards an: In fast vierzig Departements kam es zu größeren Zwischenfällen und Auseinandersetzungen. In den Garnisonen wuchs das Misstrauen und man fahndete nach Denunzianten, indem man sich auf die Berichte über die Debatten in der Kammer und die Enthüllungen in den Zeitungen stützte. Die Verunglimpfung der „Kochtöpfe“ wurde im Offizierskorps zu einer Frage der Ehre. Inhaftierte Offiziere forderten ihre Denunzianten zum Duell heraus, wie in Nancy, wo ein Kommandant gegen den Altmeister der örtlichen Loge antrat. In La Roche-sur-Yon verklagte der Oberstleutnant Visdeloup de Bonamour im Januar 1905 den Bürgermeister der Gemeinde, Stéphane Guillemé, den Ehrwürdigen der Loge und Verfasser von Karteikarten über sein Regiment. In Marseille wurde der freimaurerische Anwalt Armand Bédarride öffentlich verunglimpft, ebenso in Lyon, wo Professor Joseph Crescent heftigen Anfeindungen ausgesetzt war. Joseph Talvas, Bürgermeister von Lorient und Ehrenmitglied der Loge „Nature et Philanthropy“, wurde von Guyot de Villeneuve in der Abgeordnetenkammer direkt angeklagt und beging am 5. November 1904 Selbstmord.
In Poitiers wurde der Präfekt Gaston Joliet von dem „Skandal mitgerissen und der Presse zum Fraß vorgeworfen“. Am 1. November 1904 wurden mehrere Denunziationszettel, die Joliet auf Blättern mit dem Briefkopf der Präfektur verfasst und an den Grand Orient geschickt hatte, von L'Écho de Paris veröffentlicht. Die Karteikarte über den Kommandanten de Cadoudal vom 125. Infanterieregiment löste in dem an seiner Armee hängenden Departement Bestürzung aus und enthielt folgende Angaben:

« Royalist, fanatischer Kleriker, ehemaliger Schüler der Jesuiten, unterhält weiterhin enge Beziehungen zu ihnen. Intelligent, geschickt und von einer Verschlagenheit, die alles Vorstellbare übersteigt. Er ist der gefährlichste Offizier der Garnison von Poitiers. Er hasst alles Republikanische und Antiklerikale und macht daraus keinen Hehl. Er ist ein Offizier, den man so schnell wie möglich nach Afrika oder in die Kolonien schicken sollte; er ist vom Typ chouan und sehr gefährlich in einem Land, das einst zur alten Vendée gehörte. »

Am 3. November musste der Oberst des 125. Regiments seine ganze Autorität aufbieten, damit die Offiziere des Regiments den Präfekten bei seiner Ankunft am Bahnhof von Poitiers nicht belästigten. Die Straßen der Stadt waren übersät mit durchlöcherten Kochtöpfen und respektlosen Inschriften. Am 5. Dezember wurde Joliet in Paris vor dem Théâtre du Vaudeville von dem politischen Journalisten André Gaucher erkannt und geohrfeigt. Beim Prozess gegen Gaucher am 5. Januar 1905 erkannte der Kommandant Costa de Beauregard den Kommandanten Pasquier – Organisator eines Denunziantenrings – und beschimpfte ihn; die Polizei musste eingreifen, um eine Schlägerei beim Verlassen des Gerichtssaals zu verhindern. Am 4. März wurde Joliet, der Poitiers nie wieder betreten hatte, schließlich von der Regierung Rouvier abgesetzt und zum Gouverneur von Mayotte ernannt.
Am 23. Dezember 1904 ohrfeigte Hauptmann Avon vor der Medizinischen Fakultät in Lille Charles Debierre, Ehrenmitglied der Loge La Lumière du Nord, und schlug ihn mit seinem Stock, weil er ihn beschuldigt hatte, Karteikarten über ihn und seinen Vater, General a. D. Avon, erstellt zu haben. Nach diesem Angriff auf offener Straße wurde Hauptmann Avon verhaftet und in der Berufung am 3. Februar 1905 zu hundert Francs Schadensersatz und einer Geldstrafe in gleicher Höhe auf Bewährung verurteilt, wobei das Gericht von Douai als mildernden Umstand wertete, dass „allgemein bekannt war, dass Debierre [...] Informationen über die Offiziere der Garnison von Lille verschickt hatte“. Da jedoch die radikale – also regierungsnahe – Zeitung Le Réveil du Nord veröffentlichte, dass Avon junior Debierre gebeten hatte, sich für seine Karriere und die seines Vaters einzusetzen, ergriffen die konservativen Kreise keine Partei für die beiden Soldaten, deren Verhalten sie missbilligten. Die Nationalisten stellten ihre Offensive im Norden sofort ein, als die ersten Meldungen über den Tod Syvetons bekannt wurden.

## Kabinettskrise

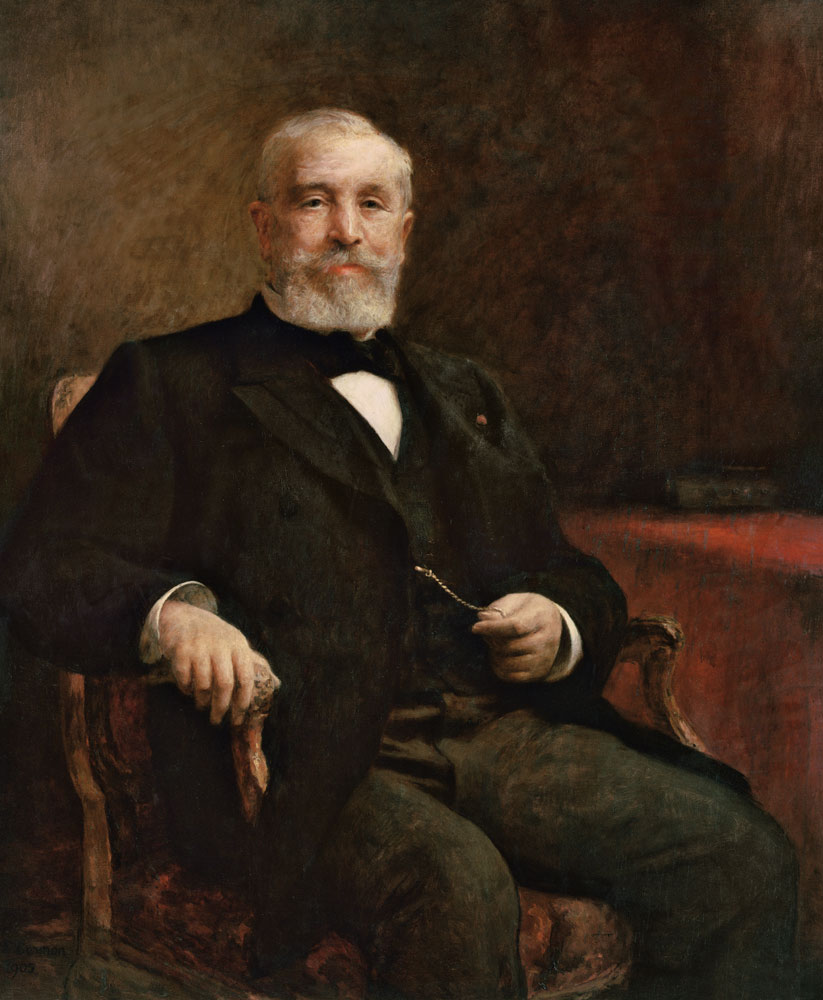
Émile Loubet

### Anfänge (Juni 1902 – Dezember 1904)
Zwischen dem Staatspräsidenten Loubet und dem Ratspräsidenten (Premierminister) Émile Combes bestand eine grundsätzliche Gegnerschaft, da Loubet Combes’ antiklerikale Politik missbilligte. Im Juli 1904 war dieses Zerwürfnis öffentlich bekannt worden. Combes wurde öffentlich wegen seines autoritären Führungsstils kritisiert. Als der Skandal um die Karteikarten ausbrach, war die Lage des Kabinetts Combes bereits prekär.

### Rücktritt Andrés, Affäre Mollin und Verteidigung der „Fichards“
Während Combes auf einen Rücktritt Andrés drängte, war es das Ziel von Loubet, die gesamte Regierung zu stürzen und sie durch ein Kabinett unter Führung Théophile Delcassés zu ersetzen. Combes setzte sich durch und ersetzte den Kriegsminister durch Maurice Berteaux, der ebenfalls Freimaurer war, aber durch gute Kontakte zu Loubet glänzte.
Combes versuchte am 17. November, die Verantwortung für die Affäre auf Hauptmann Mollin abzuwälzen und erklärte in der Kammer: „Weil ein Ordonnanzoffizier ein verabscheuungswürdiges Nachrichtensystem ersonnen hat, soll die Verantwortung dafür auf diejenigen abgewälzt werden, die er wider besseres Wissen getäuscht hat?“ Mollin zog daraufhin empört seinen Rücktritt zurück. Innerhalb des Kabinetts brachen nun Gegensätze auf. Während Bildungsminister Joseph Chaumié und Justizminister Ernest Vallé öffentlich Denunzianten verurteilten, intervenierten mit Adrien Meslier, Fernand Rabier, Alfred Massé und Frédéric Desmons Parlamentarier bei Combes, die gleichzeitig Mitglied des Ordensrats waren.
Am 17. November 1904 bekräftigte Combes seine Position, indem er in der Kammer erklärte: „Ich will die republikanischen Funktionäre, die auf bestimmten Papieren denunziert wurden, deren Echtheit nicht einmal garantiert werden kann, nicht der Rache ausliefern ... Wir wollen nicht in einer Woche die Propagandaarbeit von fünf Jahren verlieren.“ Er zwang Vallé, die Strafen gegen die Denunzianten Charles Bernardin, den Friedensrichter von Pont-à-Mousson und Bourgueil, den ehemaligen Staatsanwalt von Orléans, zurückzunehmen.
Am 23. November gab der Großmeister Louis Lafferre der Zeitung Le Matin ein Interview, in dem er behauptete, die gesamte Obedienz sei über die Kartei nicht informiert gewesen und forderte eine Säuberung, die sich gegen die Rechte richten müsse:

« Es bleibt abzuwarten, ob die Demokratie, die es satt hat, schlecht bedient oder verraten zu werden, nicht versuchen wird, ihre Angelegenheiten zu ordnen und den Besen der großen Tage in die Hand zu nehmen, ohne sich um den hierarchischen Weg oder die Tugend der Parlamentarier zu kümmern, sondern nur um die Säuberung der Beamten, die man ihr seit dreißig Jahren verspricht und die man sich anmaßt, ohne ihre Mitwirkung durchzuführen. »

### Die Delegierten Combes’
Um sein Kabinett zu verteidigen, versuchte Combes, wieder die Oberhand zu gewinnen, indem er am 17. November behauptete, die Regierung habe das Recht, sich bei Delegierten im Land zu erkundigen. Auf die ironische Frage des Nationalisten Gauthier de Clagny: „Welche Delegierten? Von wem und für welche Arbeit delegiert? ... Wenn es Personen sind, die in allen Gemeinden Erhebungen durchführen sollen, nennt man das auf gut Französisch Spitzel.“ entgegnete der Ratspräsident: „Es ist der Gemeindevorsteher, der das Vertrauen der Republikaner genießt und sie in dieser Eigenschaft bei der Regierung vertritt, wenn der Bürgermeister reaktionär ist.“ Am 18. November formalisierte er das System durch ein Rundschreiben an die Präfekten:

« Eine der wichtigsten Aufgaben Ihres Amtes ist es, ... politischen Einfluss auf den gesamten öffentlichen Dienst auszuüben und die Regierung wahrheitsgetreu über die Beamten aller Art und die Kandidaten für öffentliche Ämter zu informieren ... Es steht mir nicht zu, den Umfang Ihrer Informationen einzuschränken, aber ich bitte Sie, Ihre Informationen nur von Beamten der politischen Ordnung, von republikanischen politischen Persönlichkeiten mit einem Wahlmandat und von denjenigen zu erhalten, die Sie aufgrund ihrer moralischen Autorität und ihrer Verbundenheit mit der Republik als Delegierte oder Verwaltungskorrespondenten ausgewählt haben. »

Am 22. November erklärte er seinen Ministern, „damit die politische Tätigkeit der Präfekten zu nützlichen Ergebnissen führen kann, ist es unerlässlich, dass diese hohen Beamten ihre Meinung aus politischer Sicht zu allen Vorschlägen äußern, die das Personal der verschiedenen Verwaltungen betreffen, insbesondere in Bezug auf Ernennungs- und Beförderungsfragen“. Georges Grosjean, gefolgt von mehreren anderen Parlamentariern, reichte sofort einen Antrag auf eine Interpellation zur „offiziellen Organisation der Denunziation, die durch das ministerielle Rundschreiben vom 18. November aufgedeckt wurde“ ein, die für den 8. Dezember angesetzt wurde.
Am 1. Dezember hielt Louis Lafferre, den Combes ausgewählt hatte, um den Linksblock zu beruhigen, eine Rede auf der Tribüne, um die politische Überwachung der Armee zu rechtfertigen. Lafferre argumentierte, dass die Regierung das Recht habe, reaktionäre Offiziere zu überwachen, und beschuldigte die Rechte, eine bürgerkriegsähnliche Atmosphäre im Land zu schaffen. Nach mehrmaligen Unterbrechungen fuhr er fort: „Wir kennen jetzt durch die reaktionären Zeitungen den angeblichen Zustand der Armee, die, wenn diese Informationen stimmen, zu 90% aus Feinden der Republik besteht. Ich frage den Kriegsminister, ob es angebracht ist, dieses Land von einer Putscharmee bewachen zu lassen!“ und löste damit einen lang anhaltenden Tumult im Plenarsaal aus.
Am 9. Dezember, einen Tag nach einer Abstimmung im Senat, bei der die Regierung nur eine Mehrheit von zwei Stimmen erhielt, wurden die Präfekten Combes' aus ihren Departements abberufen, um den Eifer der zögernden Abgeordneten zu erwärmen oder sie durch Versprechungen einzuschüchtern. Jean Jaurès, der ebenfalls von der Notwendigkeit einer politischen Kontrolle des Militärs überzeugt war und befürchtete, dass dessen Sturz den Linksblock endgültig spalten könnte, stellte seine moralische Autorität in den Dienst von Combes.
Angegriffen von Alexandre Ribot („Sie haben ... alles Große und Großzügige in diesem Land herabgewürdigt, das ist Ihr Verbrechen!“) und Alexandre Millerand („Niemals hätte es ein Minister des Kaiserreichs, im lethargischen Schlaf unserer Freiheiten, gewagt, sich zu diesen abscheulichen Praktiken herabzulassen!“) gelang es dem Ratspräsidenten mit der Behauptung, die Republik sei durch die Machenschaften der Rechten bedroht, 296 Stimmen (gegen 285) auf sich zu vereinen und sich damit eine willkommene Atempause zu verschaffen.

### Tod Syvetons

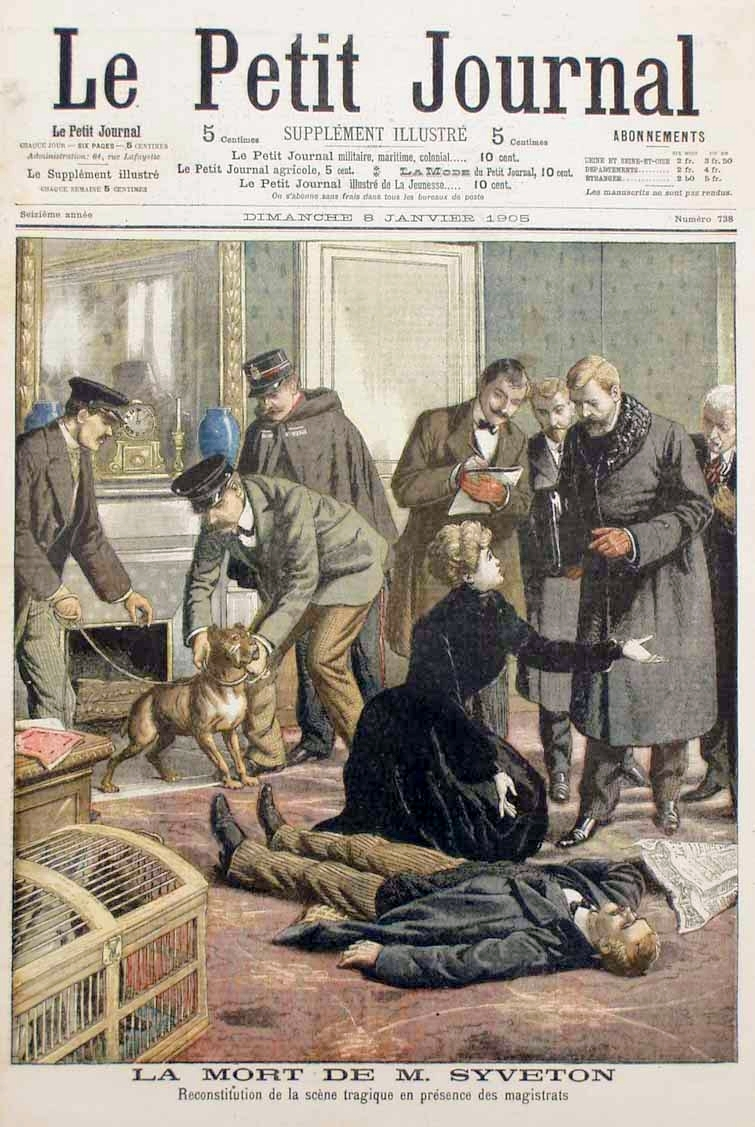
Tod Syvetons 1905

Nach dem Zwischenfall vom 4. November wurde Gabriel Syveton wegen seines gewalttätigen Vorgehens gegen den Kriegsminister angeklagt; seine Freunde, die aus dem Prozess eine Anklage gegen die Regierung machen wollen, stimmten mit der Mehrheit der Abgeordneten für die Aufhebung seiner parlamentarischen Immunität.
Am 8. Dezember 1904, einen Tag vor seinem Prozess vor dem Schwurgericht des Départements Seine, wurde der nationalistische Abgeordnete tot aufgefunden – erstickt, mit dem Kopf im Kamin, bedeckt mit einer Zeitung und dem Rohr eines Gasheizstrahlers im Mund. Die Nationalisten, allen voran François Coppée, behaupteten, Syveton sei ermordet worden. Die Ermittlungen ergaben jedoch, dass es sich um Selbstmord handelte, und Jules Lemaître gestand vor dem Untersuchungsrichter, dass Syveton der Ligue de la patrie française, deren Schatzmeister er war, 98.000 Francs gestohlen hatte; das Geld wurde von seiner Witwe zurückerstattet. Es scheint, dass Syveton Selbstmord begangen hat, nachdem man ihm gedroht hatte, seine Unterschlagung und eine mögliche Affäre mit seiner Schwiegertochter aufzudecken. Diese These der Ermittler wurde von den Nationalisten Léon Daudet, Louis Dausset, Boni de Castellane und Maurice Barrès unterstützt, die die Regierung beschuldigten, hinter dem moralischen Druck auf Syveton zu stecken.

#### Sturz des Kabinetts Combes

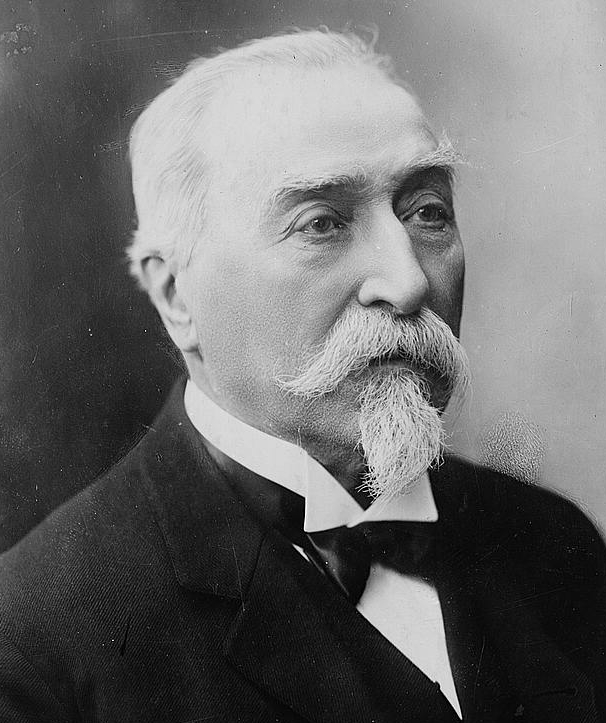
Émile Combes

Guyot de Villeneuve war der Initiator des letzten Manövers, das die Regierung zu Fall bringen sollte. Da Combes eine Bestrafung der Denunzianten formell ablehnte, verlagerte der nationalistische Abgeordnete die Debatte auf den Bereich des nationalen Ordens der Ehrenlegion: Am 9. Dezember wetterte er gegen die Offiziere, die ihre Kameraden denunziert hatten, von denen „einige das Zeichen der Ehre tragen: Wird man ihnen das Recht lassen, es zu tragen?“ Einzelne Beschwerden waren bereits an den Großkanzler der Ehrenlegion, General Florentin, gerichtet worden, aber Combes hatte sich bemüht, die ersten beschuldigten Legionäre, darunter Paul Ligneul, den Bürgermeister von Le Mans, zu decken.
Am 28. Dezember 1904 wurde eine von General Février, dem ehemaligen Großkanzler des Ordens, koordinierte Petition an General Florentin gerichtet: „Die Unterzeichneten bitten Sie, Herr Großkanzler, die Angelegenheit dem Ordensrat vorzulegen und die Lösungen, die für alle beschuldigten oder vielleicht noch beschuldigten Legionäre getroffen werden, öffentlich bekannt zu geben. Frankreich und die ganze Welt sollen wissen, dass es in der Ehrenlegion keine Verleumder, Lästerer oder Lügner gibt, und dass es, falls es sie unglücklicherweise gegeben haben sollte, von nun an keine mehr geben wird“; eine Klage wegen Ehrverletzung wurde eingereicht. Unter den 3.000 Unterzeichnern, allesamt Träger des Ordens der Ehrenlegion, fanden sich zahlreiche „gute Republikaner“, einflussreiche Persönlichkeiten wie Émile Boutmy, aber auch viele Soldaten. Combes versuchte vergeblich, Florentin unter Druck zu setzen; als dies aus dem Umfeld Präsident Loubets in der Presse lanciert wurde, geriet Combes weiter in Verlegenheit.
Am 9. Januar lud der Rat des Ordens der Ehrenlegion den pensionierten Kommandanten Begnicourt vor, um ihn wegen der von ihm verfassten Fiches zur Rechenschaft zu ziehen. Am 12. Januar beschloss der Rat einstimmig, Begnicourt aus der Legion auszuschließen, eine Entscheidung, die am nächsten Tag in Paris bekannt gegeben wurde. Die Regierung befand sich in einer schwierigen Lage, da sie sich verpflichtet hatte, gegen keinen Denunzianten vorzugehen.
Nach Ablauf der Amtszeit von Henri Brisson kandidierte Paul Doumer am 10. Januar 1905 für das Amt des Kammerpräsidenten. Doumer stellte sofort klar, dass er gegen das Kabinett Combes und „seine korrupten Praktiken“ und nicht gegen Brisson kandidiere. Die Wahl fand am 12. Januar statt. Da es sich um eine geheime Wahl handelte, war der Druck, den die Ratspräsidentschaft normalerweise ausübte, wirkungslos und die gemäßigten Republikaner nutzten die Gelegenheit, um den Sturz von Combes zu beschleunigen: Doumer wurde mit einer Mehrheit von 25 Stimmen gegen Brisson gewählt. Die Reaktion der Linken war heftig: Doumer wurde als Verräter beschimpft und aus dem Grand Orient ausgeschlossen.
Am 14. Januar stellten Camille Krantz, ein Abgeordneter der Républicains progressistes, und Alexandre Ribot Combes in einer hitzigen Debatte wegen Begnicourt zur Rede. Am folgenden Tag erklärte Émile Combes Loubet den Rücktritt seiner Regierung, den er am 18. Januar offiziell beim Ministerrat einreichte, da Loubet wegen des Todes seiner Mutter abwesend war.

### Kabinett Rouvier

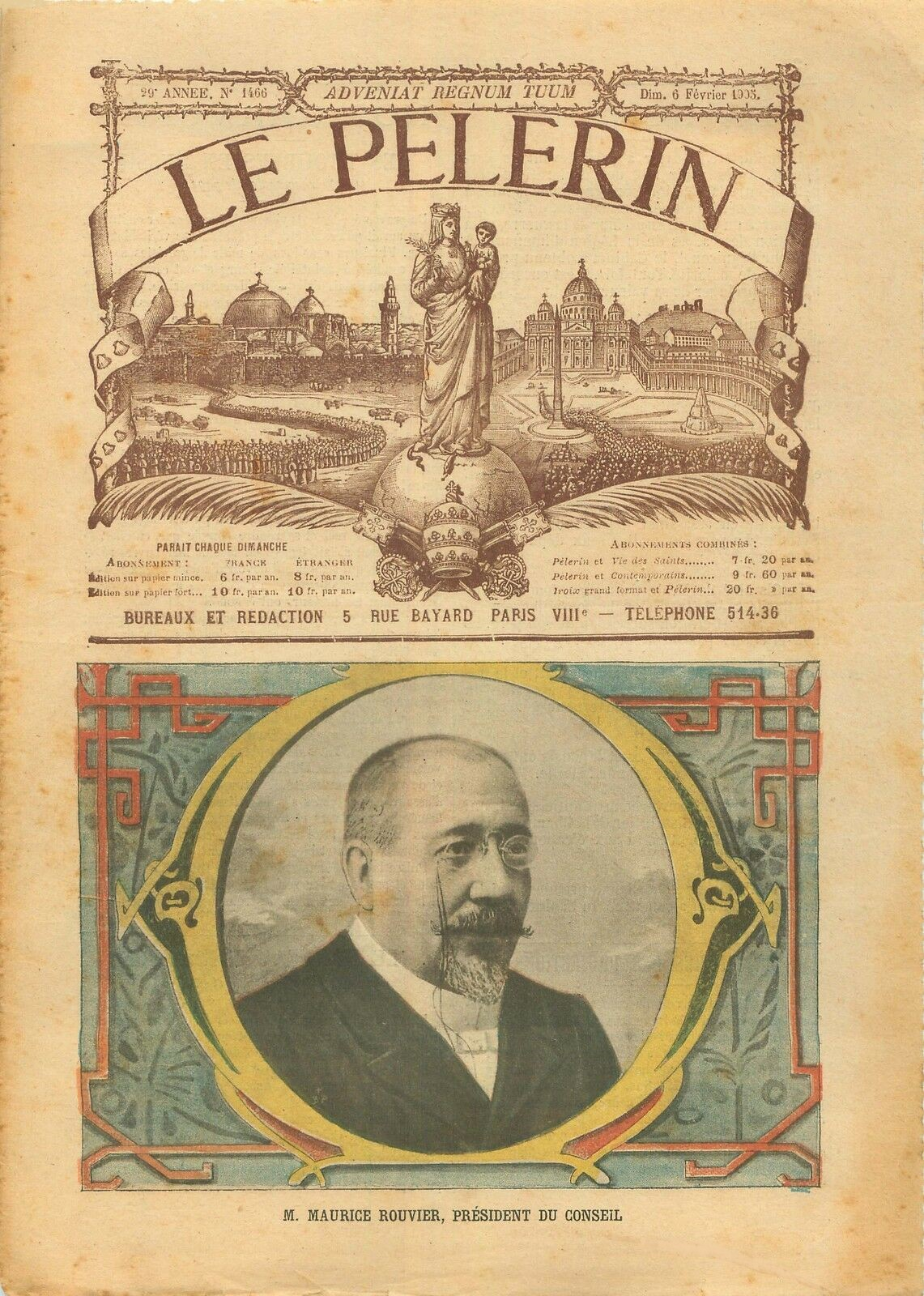
Maurice Rouvier (Le Pèlerin 6. Februar 1905)

Mit Maurice Rouvier wurde ein Politiker zum Premierminister berufen, der keinen Bruch mit der bisherigen Politik erwarten ließ. Rouvier verteidigte die „Denunzianten“ zwar nicht vorbehaltslos (Begnicourt wurde aus der Ehrenlegion gestrichen, der belastete General Peigné in den Ruhestand versetzt), ging aber gleichzeitig gegen Offiziere wie d’Amboix de Larbont vor, die sich zuletzt gegen das Fichensystem ausgesprochen hatten. Dieser Kurs wurde in der Abgeordnetenkammer am 27. Januar 1905 mit einer deutlichen Mehrheit von 373:99 bestätigt.
Villeneuve stellte seine Angriffe gegen das Versprechen ein, die Fichenpraxis zu beenden und für die benachteiligten Offiziere Wiedergutmachung zu leisten. Im Oktober wurde trotz Widerständen ein Amnestiegesetz verabschiedet, dass die Denunzianten straffrei stellte.

### Nachwehen

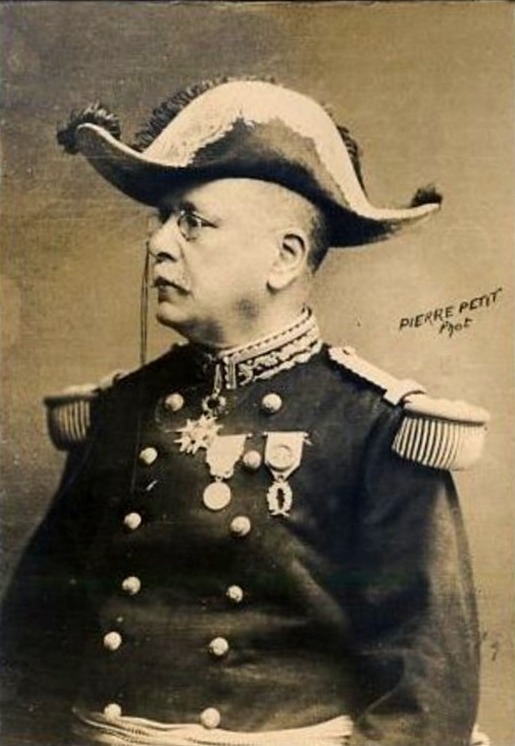
General Peigné

1905 veröffentlichte Henri Mollin einige Zeitungsartikel (die später als Buch unter dem Namen „La Vérité sur l’affaire des fiches“ erschienen), in denen er insbesondere General Percin als Haupttäter darstellte. Mollin behauptete darin auch, Bidegain habe die Meldungen des Grand Orient teilweise verfälscht. So habe die Eintragung in einem Fall „reaktionär und überzeugter Katholik, aber sehr wohlwollend gegenüber seinen Männern, die ihn sehr schätzen“ gelautet, was Bidegain durch Schwärzungen in „reaktionär und überzeugter Katholik“ geändert habe.
Percin kam dadurch unter besonderen Druck. Der bonapartistische Senator Louis Le Provost de Launay wandte sich am 30. März 1905 mit folgenden Worten an die Regierung:

« Man hat Begnicourt geschlagen. Man hat die Karriere des Hauptmanns Mollin zerstört. General André dagegen hat die Militärmedaille erhalten. General Percin ist im Kabinett des Ministers um zwei Ränge aufgestiegen und befehligt heute eine Division. Wenn die republikanische Devise der Gleichheit einen Sinn hat, dann darf man nicht zulassen, dass die Kleinen geopfert werden und die Großen, die am meisten Schuld auf sich geladen haben, ungestraft davonkommen. Wenn Sie General Percin nicht zur Rechenschaft ziehen, haben Sie die Pflicht, Hauptmann Mollin wieder in die Armee aufzunehmen, der von denen, denen er gehorchen musste, feige hingerichtet wurde. »

Gegen Percin wurden allerdings, möglicherweise aus Furch vor weiteren Enthüllungen, keine Maßnahmen ergriffen. Dennoch gab es weitere Widerstände gegen ihn. Offiziere wie General Hagron und General Brugère weigerten sich, ihn zu grüßen und wurden disziplinarisch belangt.
Im August 1905 nahm Berteaux auf wiederholtes Drängen der Linken General Peigné wieder in die Armee auf und übertrug ihm den Vorsitz des Technischen Komitees der Artillerie. Dieser Vorgang erregte den Zorn der Nationalisten; Guyot de Villeneuve kündigte an, die Veröffentlichung der Karteikarten in der Presse wieder aufzunehmen, und beantragte eine Interpellation bei der Regierung. Er besann sich jedoch eines Besseren und zog damit die Kritik der extremen Rechten auf sich, die ihn als Feigling beschimpften, der um sein Leben fürchte. Villeneuve nahm seine Angriffe im Februar 1906 in der Zeitschrift L’éclair wieder auf, was zunächst einige Aufregungen in Provinz verursachte, aber schnell verebbte. Bei den Wahlen von 1906 erlitten die Nationalisten eine Niederlage, auch Villeneuve selbst verpasste den Wiedereinzug ins Parlament.
Mollin wurde zum Schatzmeister und Generalzahlmeister von Obersenegal und Niger befördert. Percin wurde 1908 Generalinspekteur der Artillerie.

## Folgen des Skandals

### Freimaurer

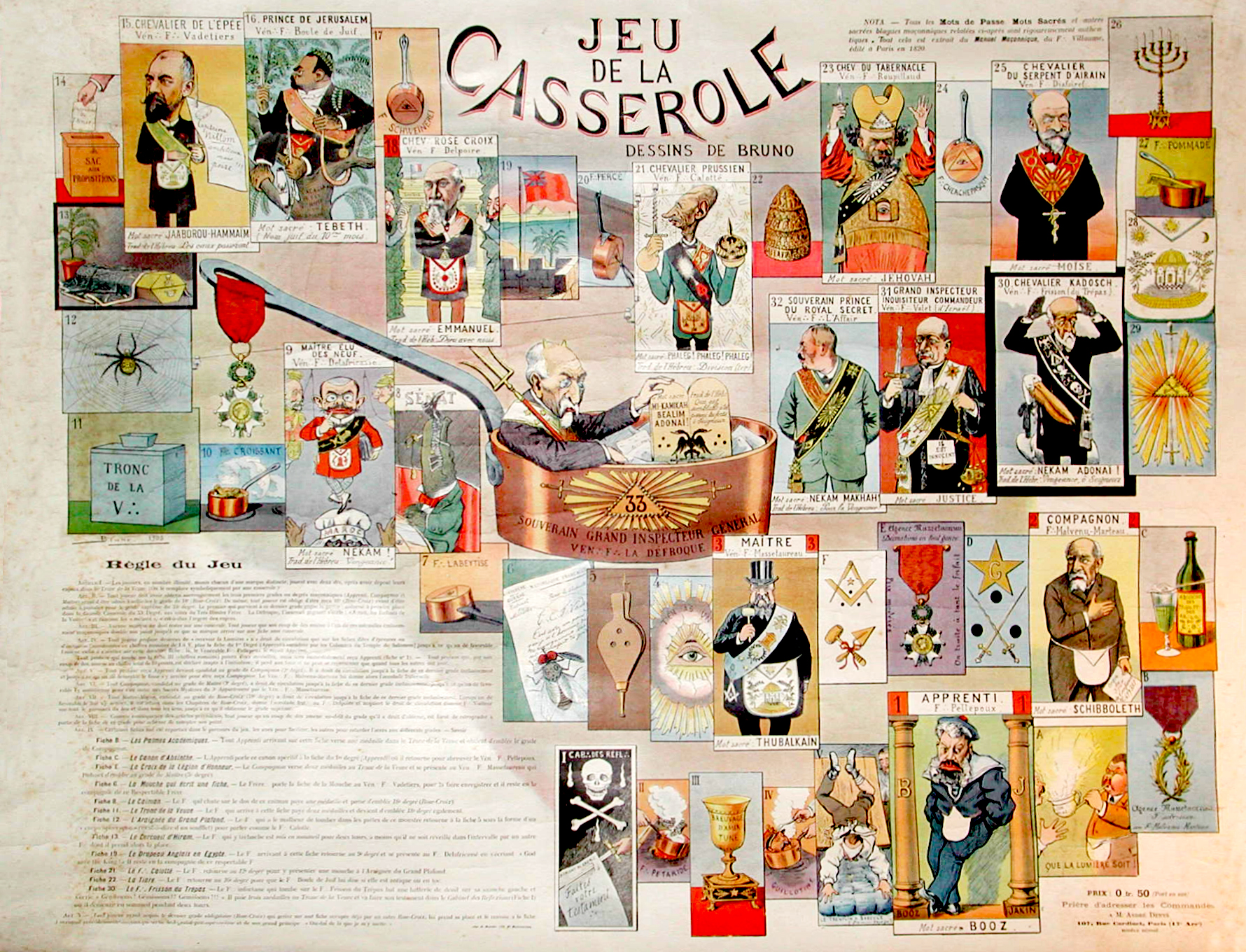
Jeu de la casserole, eine freimaurerfeindliche Parodie des Gänsespiels, in der u. a. die Freimaurer Delpech, Pelletan, Delcassé, Vadecard, Lafferre, Bienvenu-Martin, Réveillaud und Combes auftreten.

Der Fichenskandal trug dazu bei, dass das Konzept der Freimaurerverschwörung – auch als jüdisch-freimaurerische Verschwörung – dauerhaft wiederbelebt wurde. Die Enthüllung der verdeckten Rolle des Grand Orient bei der Registrierung von Offizieren führte zur Reaktivierung oder Gründung mehrerer antifreimaurerischer Vereinigungen. 1912 begann Bischof Jouin mit der Herausgabe der Revue internationale des sociétés secrètes, die sich der Aufdeckung von Verschwörungen und Geheimbünden, insbesondere der Freimaurerei, widmete. Nachdem 1913 die Gründung einer Anti-Freimaurer-Föderation aufgrund persönlicher und politischer Rivalitäten zwischen den Führern der verschiedenen Bewegungen gescheitert war, ging die antifreimaurerische Strömung allmählich zurück, bevor sie in den 1930er Jahren einen erneuten Aufschwung erlebte. Im Jahr 1905 veröffentlichte die nationalistische Schriftstellerin Gyp das Buch Journal d'un casserolé, in dem sie die Geschichte eines Offiziers erzählt, der durch die Freimaurerei in seiner Karriere behindert wird.
Die Großloge Grand Orient selbst stellte sich trotz interner Diskussionen – eine Abstimmung darüber auf dem Konvent vom September 1905 ergab gerade eine Mehrheit von drei Stimmen – hinter die Fichenbefürworter. Großmeister Louis Lafferre erklärte:

« Es wäre merkwürdig, wenn eine große Gesellschaft wie die unsrige, die alle politischen Komitees betreut, die die Elite der Nation umfasst, die aufgrund ihres Gewissens, ihrer Redlichkeit das Recht hat, zu wissen und zu kennen, sich aus irgendeiner Scheu oder falsch verstandener Scham nicht für die politische Haltung derjenigen interessieren würde, die die Republik in ihren Dienst stellt und die meistens, und noch zu oft, nach 35 Jahren Republik, untreue Diener sind. »

Parallel zu diesem Aufruf zur Einheit gewährte der Grand Orient ab Anfang 1905 Freimaurern, deren soziale oder finanzielle Situation durch die Auswirkungen der Affäre beeinträchtigt worden war, finanzielle Unterstützung. Die Verfasser von Steckbriefen waren Repressalien ausgesetzt, und in einigen Städten wie Rennes wurden Listen von Freimaurern veröffentlicht, was zu einem Boykott der von den Logenmitgliedern betriebenen Geschäfte führte.

### Dreyfusbewegung

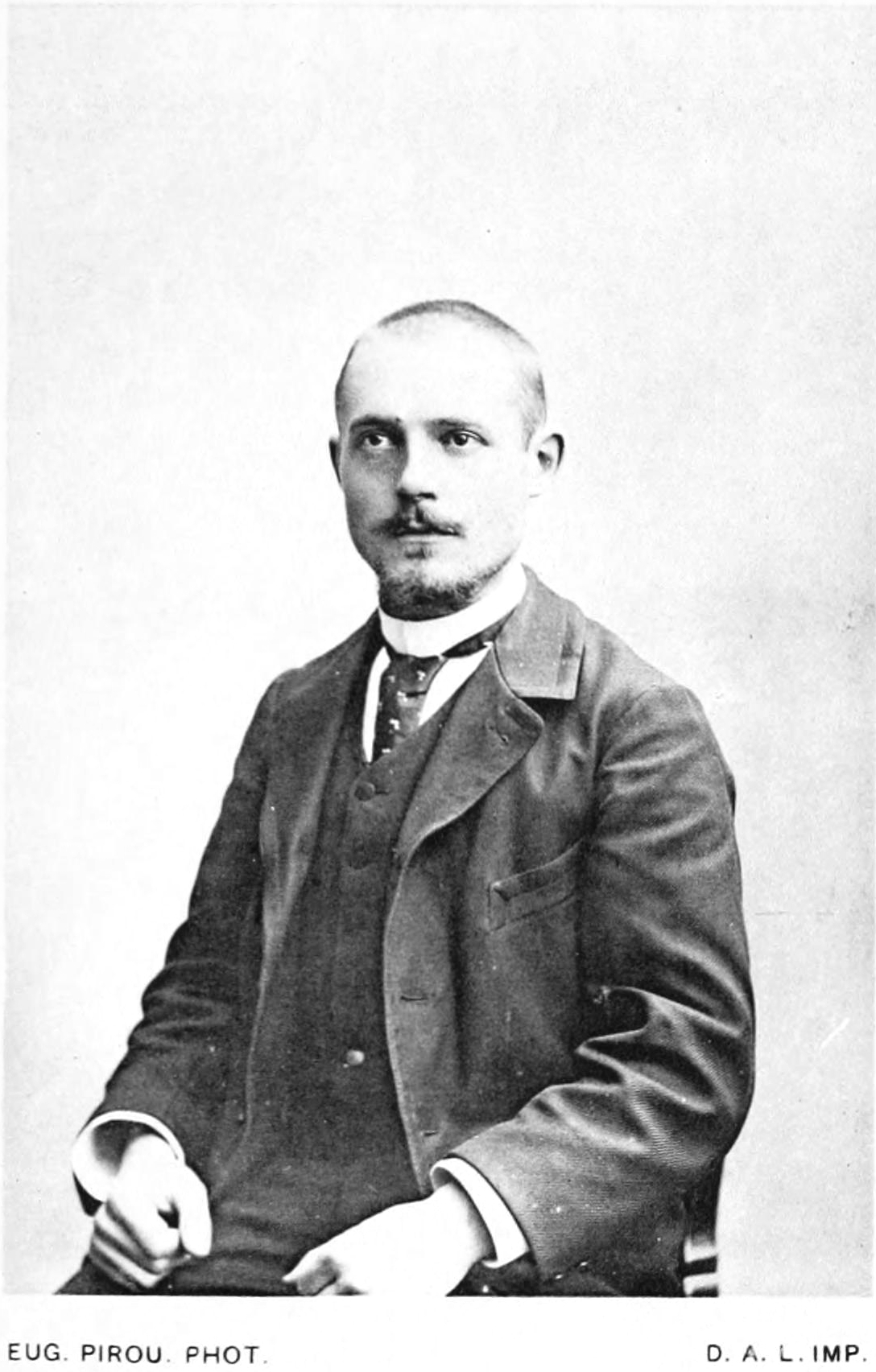
Charles Péguy – Foto Eugène Pirou

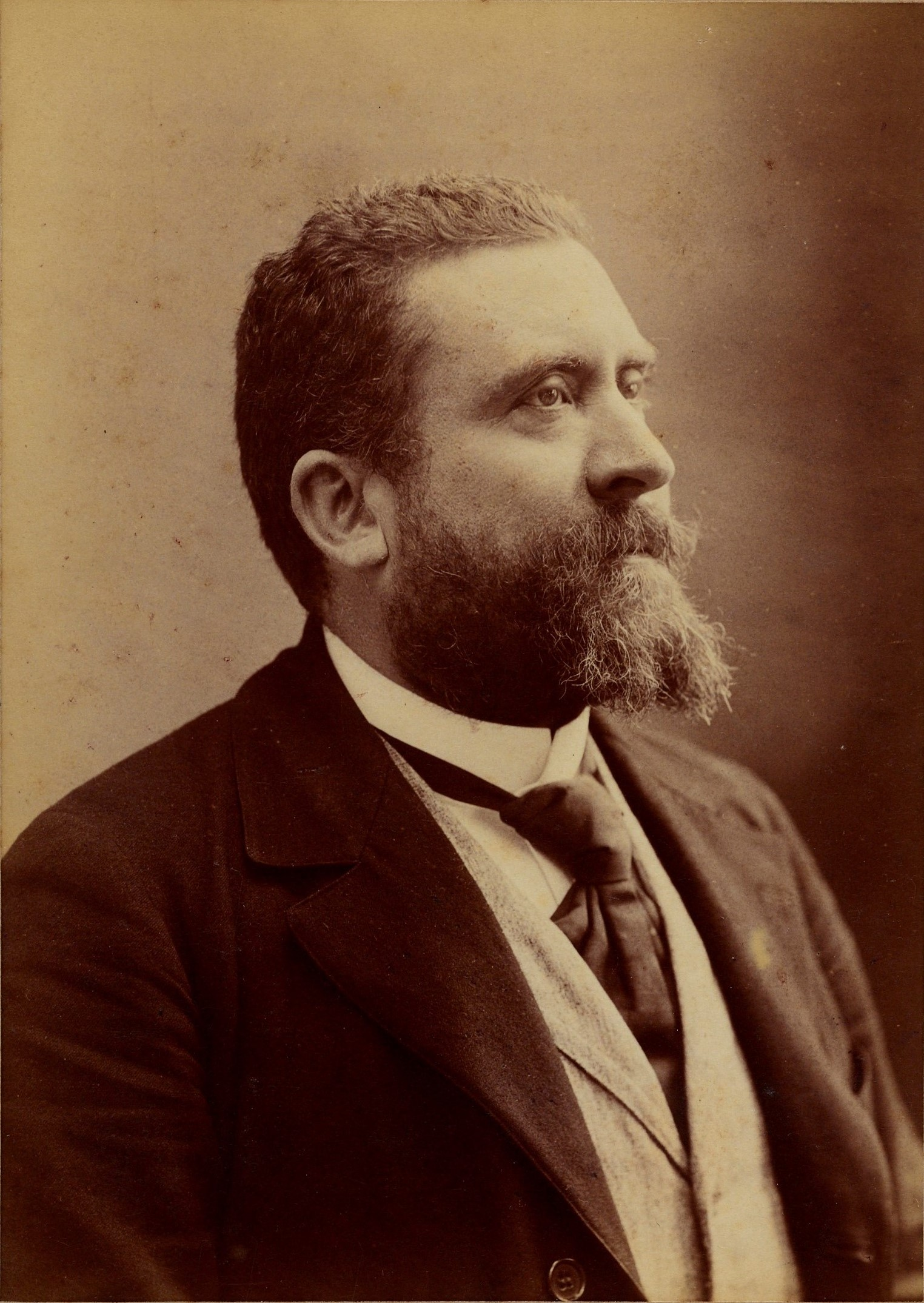
Jean Jaurès – Foto Nadar

Die Affäre markierte einen Bruch innerhalb der dreyfusischen Linken, von denen einige wie Henri Brisson, Louis-Lucien Klotz und Georges Leygues die Doppelmoral anprangerten. Jean Jaurès dagegen verteidigte die Praktiken des Kabinetts Combes. Die Französische Liga für Menschenrechte stellte sich dagegen, angeführt von ihrem Präsidenten Francis de Pressensé, hinter die Praxis, was zum Austritt zahlreicher Mitglieder führte, darunter Joseph Reinach (dem Marcel Proust zu dieser „großen Tat“ gratulierte) und Exminister Pierre-Paul Guieysse.
Am 24. Januar 1905 veröffentlichte der Sozialist Charles Péguy ein Cahier de la Quinzaine mit dem Titel Denunziation an den Menschenrechten. Darin veröffentlichte er den Briefwechsel zwischen Pressensé und seinen Kritikern Célestin Bouglé und Charles Rist und griff Pressensés Position an. Dies führte zu einem dauerhaften Zerwürfnis zwischen Péguy und Jaurès.

### Weiterführung des Systems
Trotz des nationalen Skandals wurde das System der Fiches noch einige Jahre weitergeführt. Zwar wurde der direkte Zugriff auf den Grand Orient nach den Enthüllungen von Guyot de Villeneuve verboten, aber die Fiches wurden stattdessen von den Präfekten erstellt. Émile Combes ersuchte sie zweimal, am 9. und am 18. November 1904 (als die Affäre um die Fiches bereits in vollem Gange war) um Informationen über die politischen Ansichten der Offiziere und das Kabinett Rouvier setzte diese Bemühungen fort. Nachdem Berteaux und Rouvier im März 1905 die Rolle der Präfekten bei der Informationsbeschaffung öffentlich zugegeben hatten, stimmte der Senat auf Vorschlag von Combes und Antonin Dubost mit 232 gegen 31 Stimmen dafür, dass der Kriegsminister die Beförderung von Offizieren „sowohl auf ihre beruflichen Qualitäten als auch auf ihre Hingabe an die Republik“ stützen solle. Diese Bestimmungen wurden am 13. Januar 1905 in einem Rundschreiben des Kriegsministeriums kodifiziert. Darin wurde der „vertrauliche Charakter der erteilten Noten“ aufgehoben; es wurde präzisiert, dass die Offiziere die sie betreffenden Beurteilungen zur Kenntnis nehmen müssen und es wurde bekräftigt, dass „die Auskünfte der Präfekten nicht dazu bestimmt sind, in ihre Akten aufgenommen zu werden“, was eine Schutzmaßnahme gegen die Willkür der erteilten Auskünfte darstellte. Außerdem wurde bekräftigt, dass die Karteikarten des Grand Orient nicht mehr verwendet werden, da sie vernichtet wurden. Das Gesetz vom 22. April 1905 dehnte diese Garantien auf den gesamten öffentlichen Dienst aus: Von nun an konnten seine Mitglieder im Falle einer Disziplinarstrafe oder einer Verzögerung bei der Beförderung ihre Akten einsehen.
Diese Gesetzgebung, die der Fichierung ein Ende setzen sollte, scheiterte allerdings. Das Rundschreiben vom 13. Januar wurde in der Praxis nicht angewandt. Es verhinderte weder die Ausübung parlamentarischen Drucks noch die Praxis der politischen Empfehlungen. General Armand Mercier-Milon, der im Juni 1905 zum Direktor der Infanterie ernannt worden war, trat im Dezember 1905 mit einem Eklat zurück und protestierte „gegen die immer stärkere Einmischung der Parlamentarier in Personalfragen, die immer gegen die Regeln entschieden werden“. So dauerte das System der Karteikarten mindestens bis 1913 an und die aufeinanderfolgenden Kriegsminister (Maurice Berteaux, Eugène Étienne, General Picquart und General Brun) weigerten sich, es abzuschaffen, da sie glaubten, davon zu profitieren.

### Liquidierung des Systems

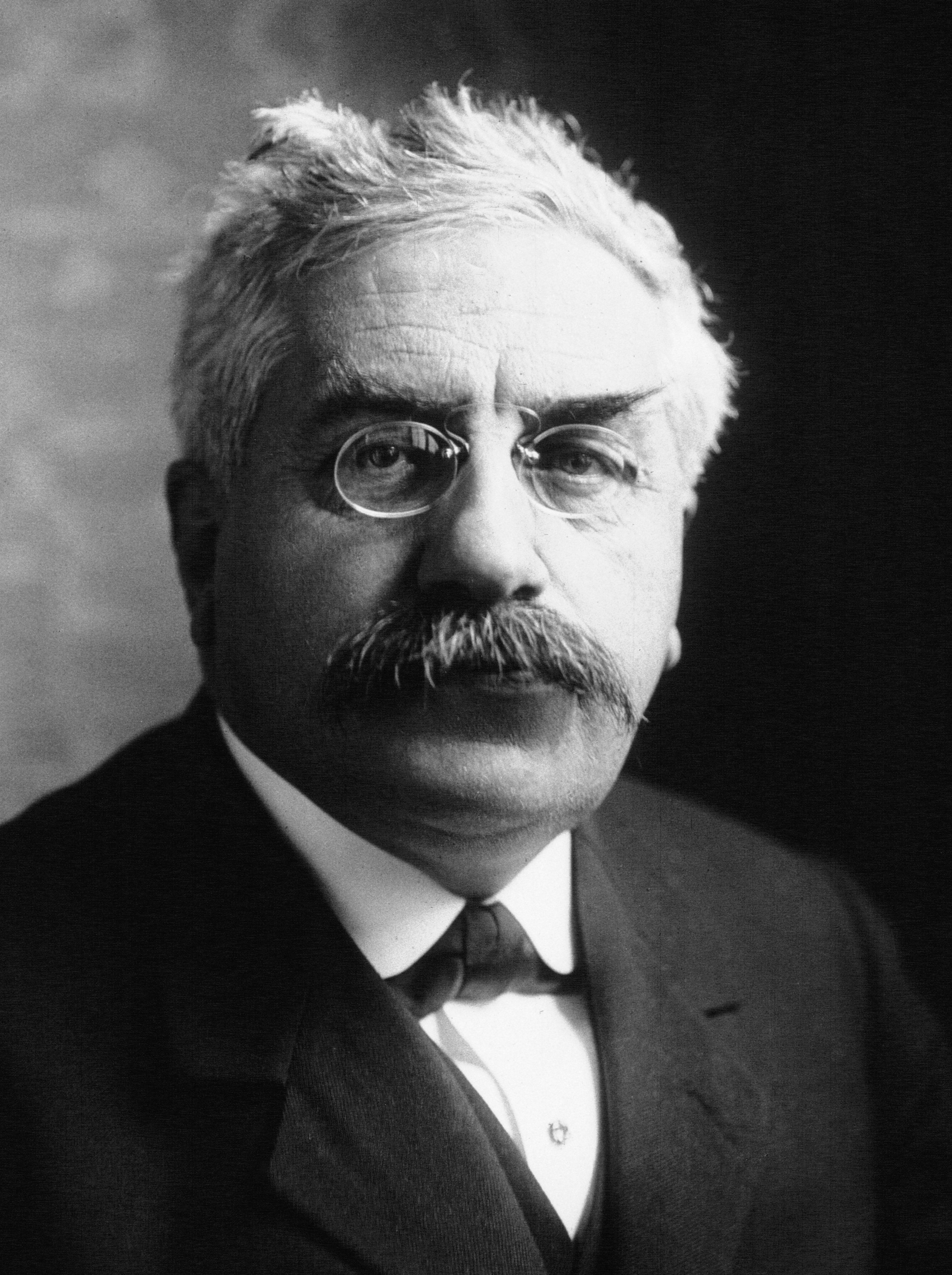
Alexandre Millerand 1914

1911 prangerten Charles Humbert und Joseph Reinach öffentlich an, dass die gesetzlichen Vorgaben zur Weitergabe der Informationen von den Präfekten ignoriert würden. Kriegsminister Adolphe Messimy sandte den Präfekten am 12. Dezember 1911 ein Rundschreiben, in dem es hieß:

« Sie werden mir von nun an halbjährlich, am 1. April und am 1. Oktober, über den Herrn Ratspräsidenten, Minister des Innern, einen ausführlichen Bericht über die in Ihrem Departement stationierten Offiziere zukommen lassen, die durch öffentliche Handlungen oder durch eine allgemein bekannte Haltung die politische Korrektheit und die Loyalität, die die Regierung der Republik von ihnen verlangen kann, nicht beachtet haben. Ausnahmsweise behalte ich mir das Recht vor, Sie auch außerhalb dieser Fristen zu ersuchen, mir in besonderen und dringenden Fällen Auskünfte über die Haltung bestimmter Offiziere zu erteilen, insbesondere über solche, die für besondere Posten vorgeschlagen werden. »

Das Rundschreiben Messimys erschien den Parlamentariern, die gegen die Kartei waren, unzureichend. Unter ihnen befand sich Alexandre Millerand, der sich bereits 1904 empört hatte – wie Paul Doumer war er bei dieser Gelegenheit aus der Freimaurerei ausgeschlossen worden – und in der ersten Regierung Poincaré Kriegsminister geworden war. Millerand ordnete die Vernichtung der Formulare für die Informationsbulletins an und forderte Anfang Januar 1913, alle politischen Akten des Militärkabinetts des Ministers zu verbrennen. Es ist jedoch nicht sicher, ob Millerand sein Vorhaben in die Tat umsetzen konnte, da er am 12. Januar 1913 zurücktreten musste und sein Nachfolger Eugène Étienne möglicherweise zum alten Status quo zurückkehrte. So ist bekannt, dass 1913 Offiziere in die Kartei aufgenommen wurden, wie der Kommandant Dupeuher des 19. Jägerregiments, der am 13. März als „praktizierender Katholik ... mit reaktionären Ansichten“ beschrieben wurde.

### Auswirkungen des Fichensystems auf die Armee

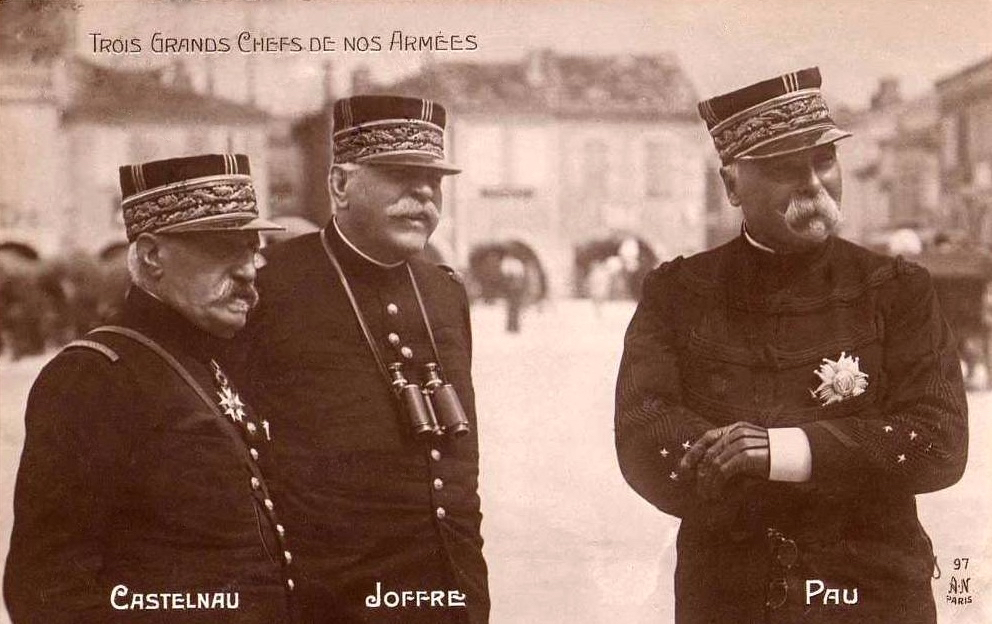
Drei Armeechefs 1914–1918: Castelnau, Joffre und Pau

Die Aufdeckung des Fichenskandals führte zu anhaltenden Unruhen in der französischen Armee. Die Offiziere – mit Ausnahme der zahlreichen „Klienten“, die General André in den vier Jahren seiner Amtszeit befördert hatte – waren von den einseitigen und sogar skandalösen Beförderungen zutiefst schockiert und das Misstrauen gegenüber den Denunzianten war groß. Die militärische Führung stand den Radikalen, die für das Fichensystem verantwortlich waren, weitgehend feindlich gegenüber und bestätigte damit ihr Versagen bei der Kontrolle der Armee.
Die Tatsache, dass der Republikanismus unter den Offizieren zur Mehrheit wurde, darf nicht darüber hinwegtäuschen, dass die Fichenaffäre durch den Skandal, den sie über die Republik brachte, das Wiederaufleben einer starken konservativen, klerikalen, antisemitischen und nationalistischen Strömung markierte, die der Action française nahestand. Die durch das Karteikartensystem hervorgerufene Uneinigkeit schwächte die Armee zu einem Zeitpunkt, als die Regierungen von ihr verlangten, sich an der Umsetzung der Gesetze zum Laizismus zu beteiligen, die das Land spalteten: 1903 die zweite Ausweisung der Kongregationen und 1906 der Streit um die Inventarisierung, die auf das Gesetz zur Trennung von Kirche und Staat folgte.
Das Fichensystem führte dazu, dass republikanische Offiziere schneller befördert wurden und ohne Ansehen der Qualifikation Spitzenpositionen in der Armee besetzten. Der Historiker Daniel Kerjan nennt sechs der 38 von der Loge La Parfaite Union in Rennes erfassten Offiziere, die unter den dem Ministerium übermittelten Informationen zu leiden hatten: Einem Commandant wurde die Ehrenlegion verweigert und er wurde nie Oberstleutnant, ein Oberst wartete mehrere Jahre auf seine Sterne, zwei Offiziere wurden in den Ruhestand versetzt, ein weiterer wurde bei Beförderungen blockiert und der letzte, Direktor des Arsenals von Rennes, wurde sechs Wochen nach Erstellung seiner Karteikarte nach Montauban zwangsversetzt, woraufhin er um seine vorzeitige Pensionierung bat.
Es ist möglich, dass Philippe Pétain – am Vorabend des Ersten Weltkrieges gerade Oberst und vier Jahre später Marschall – einen Teil seiner langsamen Karriere seiner Karteikarte verdankte, die seine nationalistischen und klerikalen Ideen anprangerte; allerdings erklärt dieser Grund allein nicht seinen verlangsamten Aufstieg. Auch andere katholische Offiziere, die sich im Ersten Weltkrieg hervortaten, wurden in ihrem Aufstieg behindert, so General Édouard de Castelnau oder der spätere Marschall Ferdinand Foch, dessen Bruder Jesuit war. General Louis Ernest de Maud’huy wurde 1902, 1903 und 1904 für den Rang eines Oberstleutnants vorgeschlagen, wurde aber dreimal von General André übergangen. General Antoine de Mitry wurde von 1901 bis 1904 der Rang eines Oberstleutnants verweigert, obwohl er jedes Mal von seinen Vorgesetzten bevorzugt wurde. Da die Handlungen Andrés von seinen Nachfolgern fortgesetzt wurden, war General de Cadoudal, der vom Präfekten Joliet denunziert worden war und am 16. März 1901 zum Oberstleutnant ernannt wurde, zu Beginn des Ersten Weltkriegs nur Oberst. Die Fortsetzung des Fichenwesens manifestierte sich also in dreizehn Jahren politischer Diskriminierung: Die Laufbahn einer Reihe von Offizieren wurde durch diese Praktiken verlangsamt und manchmal sogar unterbrochen; andere verließen die Armee oder wurden Klienten von Politikern. Nach Ansicht  Guy Thuilliers wurde das Offizierskorps dadurch „etwas geschwächt“, und diese Praktiken „wirkten sich auf der Ebene des Oberkommandos aus“.
Das System der Fiches war verantwortlich für die ungerechtfertigten Beförderungen von Generälen, die im Sommer 1914 von General Joseph Joffre – selbst Freimaurer – in den ersten Monaten des Ersten Weltkriegs entlassen wurden. Aufgrund der Kontinuität des Andréismus ist es jedoch schwierig zu unterscheiden, welchen Anteil die Fiches des Grand Orient an diesen ungerechtfertigten Beförderungen hatten und welchen die Fortführung der Fiches durch die Nachfolger Andrés. Zu den von Joffre in den ersten Kriegsmonaten bestraften Verfehlungen der „politischen“ Generäle gehörten insbesondere die Freimaurergeneräle Bizard und de Lartigue, die nach der Marneschlacht entlassen wurden, sowie etwa 15 von André beförderte Général de division, die aus ihren Ämtern entfernt wurden.
Während die Historiker der Freimaurerei – darunter Daniel Ligou und Daniel Kerjan – das Phänomen und seine Auswirkungen auf die ersten Niederlagen des Ersten Weltkriegs in Frage stellen, sind die Experten der französischen Militärgeschichte wie Xavier Boniface, Pierre Rocolle und Hervé Coutau-Bégarie davon überzeugt. Pierre Rocolle, der in seinem Buch L’Hécatombe des généraux (Die Hekatombe der Generäle) die Generäle des Ersten Weltkriegs anhand der Archive des Verteidigungsministeriums und der Freimaurerarchive untersucht, ist insbesondere der Ansicht, dass die Säuberungen, die von General André und seinen Nachfolgern durchgeführt wurden, sehr schädlich waren und eine Reihe von Misserfolgen der französischen Armee im Jahr 1914, wie die der Generäle Percin und Sarrail, erklären. Er betont jedoch, dass nicht alle Generäle, die versagten, mit der Freimaurerei verbunden waren, wie er am Beispiel des Generals Pau aufzeigt.